# Yavapai

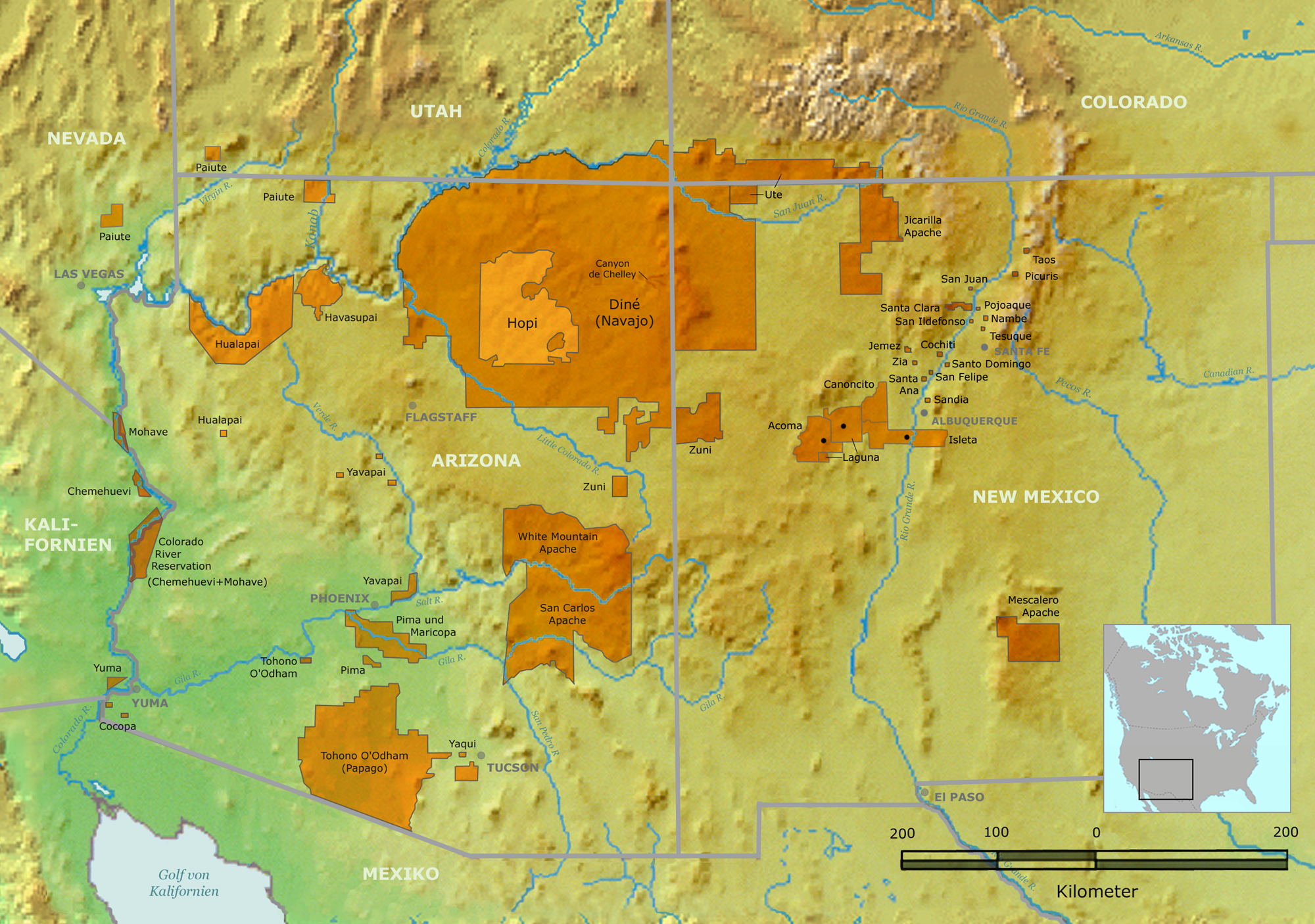
Heutige Indianerreservate im Südwesten der USA

Die Yavapai sind ein Indianervolk im Südwesten der USA und zählen sprachlich, kulturell sowie geographisch zusammen mit den verwandten Hualapai (Walapai) und Havasupai zur Gruppe der Hochland-Yuma (Upland Yuma) oder Nördliche Pai im Nordwesten, Südwesten und westlichen Zentral-Arizona.
Ursprünglich lebten die Nördlichen Pai am Oberen Colorado River nördlich der mächtigen und kriegerischen Quechan (Yuma) in Arizona und zogen – lange bevor die ersten Konquistadoren den heutigen Südwesten der Vereinigten Staaten betraten – ostwärts in die Canyonlands und Schluchten des Colorado-Plateaus einschließlich des Grand Canyon. Aus dieser Originalgruppe entstanden laut traditioneller Überlieferung auf Grund interner Streitigkeiten zwei separate Stammesgruppen, die sich nun auch feindlich gegenüberstanden: die Yavapai, die weiter ins südwestliche sowie südliche Zentral-Arizona zogen, und die Hualapai (Walapai), die im Nordosten und Norden blieben.
Erst mit der Errichtung des Havasupai-Reservats in den 1880er Jahren für die Havasooa Pa’a / Hav’su Ba: Lokalgruppe der Hualapai (Walapai), die sich zuvor Schutz suchend bereits immer tiefer in die Canyons zurückgezogen hatten, begannen sich diese allmählich nicht mehr als Hualapai (Walapai), sondern als eigenständiger Stamm zu identifizieren.

## Sprache
Ihre Sprache, das Yavapai, gehört zusammen mit dem eng verwandten Havasupai-Hualapai (Hochland Yuma) der Havasupai und Hualapai zur Hochland Yuma (Nördliches Pai)-Zweig der Pai oder Nördlichen Yuma-Untergruppe der sog. eigentl. Yuma-Sprachen der Cochimí-Yuma-Sprachfamilie, die oftmals zu den Hoka-Sprachen gezählt wird. Ihre Sprache unterteilt sich den vier Stammesgruppen der Yavapai entsprechend in vier Dialekte:
- Ɖo:lkabaya/Tolkepaya-Dialekt (Westlicher Dialekt)
- Yavbe'/Yavepe-Dialekt (Nordwestlicher, Zentraler oder Prescott-Dialekt)
- Guwevkabaya/Kewevkapaya-Dialekt (Südlicher oder Südöstlicher Dialekt)
- Wi:pukba/Wipukepaya-Dialekt (Nordöstlicher oder Verde Valley-Dialekt)

Die Wi:pukba/Wipukepaya und Guwevkabaya/Kwevkepaya der Yavapai lebten oftmals mit Gruppen der Tonto-Apachen und San-Carlos-Apachen der Westlichen Apachen zusammen, die jedoch jeweils Dialektvarianten des Westlichen Apache (Ndee biyati'/Nnee biyati') der südathapaskischen Apache-Sprachen der athapaskischen Sprache aus der Na-Dené-Sprachfamilie sprechen.
Diese gemischten Yavapai-Apache-Gruppen waren meist zweisprachig – und sprachen somit sowohl Yavapai als auch Westliches Apache (Ndee biyati'/Nnee biyati'), die Zugehörigkeit entweder zu den Yavapai oder zu den Apache richtete sich nach der jeweiligen Muttersprache; und somit hatten die Wi:pukba/Wipukepaya und Guwevkabaya/Kewevkapaya-Dialekte einen starken Apache-Akzent, während der Tonto (Dilzhę́’é)-Dialekt (sowie zwei Idiome des Dialekts der San-Carlos-Apachen) einen starken Yavapai-Akzent aufwiesen. Beiden gemeinsam war – im Gegensatz zu den anderen Varianten des Westlichen Apache (Ndee biyati'/Nnee biyati') – eine markante und für andere Apachen eigenartig klingende Sprachmelodie, die häufig auch als „Singsang“ bezeichnet wird.
Heute sprechen von ca. 1.500 Yavapai noch ca. 100 bis 150 meist ältere Stammesangehörige ihre Muttersprache (Golla 2007) sowie ca. 1.000 Stammesangehörige der Tonto Apache den Tonto oder Dilzhę́’é-Dialekt (Stand: 2007), wobei das Northern Tonto-Idiom in zwei mit Yavapai geteilten Reservationen gesprochen wird (der Yavapai-Apache Nation Indian Reservation (vormals Camp Verde) und Yavapai-Prescott Indian Reservation) und das Southern Tonto-Idiom in der Tonto Apache Reservation sowie in der ebenfalls mit Yavapai geteilten Fort McDowell Indian Reservation und in zwei von anderen Stämmen der Westlichen Apache dominierten Reservationen (der San Carlos Apache und Fort Apache Indian Reservation). Obwohl es ebenfalls Nachfahren von Nördlichen Tonto-Apache in der San Carlos und Fort Apache Indian Reservationen gibt, gibt es heute keine Sprecher des Northern Tonto-Idioms unter ihnen. Ältere Stammesangehörige der Yavapai und Tonto-Apachen sind zweisprachig.

## Namensgebung
Kulturell sowie oftmals auch sprachlich haben die verschiedenen Gruppen der Yavapai jeweils viel von den jeweils benachbarten Stämmen übernommen – so dass die Yavapai von Spaniern/Mexikanern sowie später Amerikanern fälschlicherweise oftmals als Untergruppen dieser Stämme betrachtet wurden.
Die Ɖo:lkabaya/Tolkepaya („Westliche Yavapai“) wurden, da sie enge kulturelle sowie sprachliche Kontakte und Bindungen mit Quechan (Yuma), Mohave (Mojave) und Cocopa entlang des Colorado River unterhielten, oft als Yuma-Apache oder Apache-Yuma bezeichnet. Auch die Hualapai (Walapai) sowie Havasupai wurden als Yuma-Apache (Apache-Yuma) bezeichnet.
Die Wi:pukba/Wipukepaya („Nordöstliche Yavapai“) wurden meist als Mohave-Apachen (Apache-Mojave), manchmal auch einfach als Tonto-Apachen bezeichnet, da sie meist mit Gruppen der süd-athapaskischen Nördlichen Tonto-Apachen bilinguale Gruppen bildeten.
Die Guwevkabaya/Kwevkepaya („Südöstliche Yavapai“) lebten ebenfalls oftmals gemeinsam mit Gruppen der süd-athapaskischen Südlichen TontonApachen und der San-Carlos-Apachen in bilingualen Gruppen, da sie neben der Sprache zudem auch viel von der Kultur der Apachen übernommen hatten, wurden sie einfach als Tonto-Apachen bezeichnet.
Die Yavbe'/Yavapé („Nordwestliche Yavapai“ oder „Zentrale Yavapai“) werden oft auch als echte/wirkliche Yavapai bezeichnet, da sie kulturell von benachbarten Völkern fast nicht beeinflusst waren – und meist nur Kontakte zu anderen Yavapai unterhielten.
Eine weitere Gruppe der Yavapai waren die Mađqwadabaya/Matakwadapaya („Wüsten-Volk“) bzw. Mahtagwatapaya („Red Dirt People“), die bis Ende des 18. Jahrhunderts zwischen Tucson und der Crater Ranger umherzogen (Coder, 2006), später schlossen sie sich entweder benachbarten Yavapai-Gruppen an oder siedelten unter Fluss-Yuma-Gruppen (Mohave/Mojave und Quechan/Yuma). Heute haben sie ihre Identität als eigenständige Gruppe verloren – jedoch führen mehrere Mohave und Quechan-Familien ihre Wurzeln auf Mađqwadabaya-Yavapai zurück.
Oftmals werden innerhalb der Nördlichen Pai (Yavapai, Hualapai und Havasupai) die Hualapai (Walapai) und Havasupai als Nordöstliche Pai von den südlich lebenden Yavapai unterschieden; seit der erzwungenen Ansiedlung in zwei Reservationen – der Hualapai Indian Reservation im Westen sowie der Havasupai Indian Reservation im Osten des ursprünglich gemeinsamen Stammesgebiets – werden die Hualapai (Walapai) als Westliche Pai und die Havasupai als Östliche Pai bezeichnet.

### Herkunft und Bedeutung des Namens Yavapai
Die Bedeutung und Herkunft des Namens Yavapai ist unklar und umstritten, möglicherweise stammt er von zwei Yavapai-Wörtern ab: Enyaleva („Sonne“) und Pai („Person“) bzw. Paya („Volk“), was in etwa („Volk der Sonne, d. h. Volk im Osten“) bedeutet; die Guwevkabaya/Kwevkepaya („Südöstliche Yavapai“) behaupten der Name leite sich von Yawepe ab („Crooked Mouth People“ – „Volk mit schiefem, d. h. grimmigen Mund“) (Handbook of American Indians, Hodge, 1907, 1910) oder („beleidigtes, eingeschnapptes Volk“), d. h. („Volk, das sich nicht mit anderen Völkern versteht“) (Gifford 1936).
Benachbarte ebenfalls Yuma-sprachige Völker hatten alle ähnliche Bezeichnungen für die Yavapai: die westlich am Colorado River lebenden Mohave nannten sie Enyaéva-pai und die Quechan (Yuma) Yav'apai, die südlich lebenden Maricopa ebenfalls Yavˀi pay und die nördlich lebenden Hualapai (Walapai) und Havapai als N'avpeˀ / N'avpeˀe, was alles in etwa („Volk der (aufgehenden) Sonne, d. h. Volk im Osten“) bedeutet.
Die Yavapai hingegen nannten die zwar verwandten, jedoch feindlichen, Hualapai und Havasupai Matávĕkĕ-Paya/Täbkĕpáya („Volk im Norden“, lt. Corbusier) oder Páxuádo ameti („Volk weit flussabwärts“, lt. Gatschet), diese wiederum bezeichneten die Yavapai einfach als Ji'wha („Der Feind“) – zudem war die größte und südlichste Großgruppe (Unterstamm) der Hualapai auch als Yavapai Fighters bekannt.
Sie selbst bezeichneten sich je nach Dialekt wie viele indigene Völker einfach als Pa, 'Ba:, Pai, Báy, Pe, Apa („Person, Mensch“) bzw. Paya, Paia, Pa'a, 'Ba:a, Pa'a, Apaja, Abaja („die Leute von ...“ oder „das Volk“).

### Historische und weitere Bezeichnungen
Die Hopi hingegen nannten alle Nördlichen Pai (Yavapai, Hualapai und Havasupai) Co'on / Coconino („Wood Killers“), wobei der Name sich auf die Art und Weise bezieht, wie diese die Äste von den Bäumen mittels Äxten abschlugen. Die feindlichen Navajo übernahmen diese Benennung und bezeichneten die Havasupai als Góóhníinii; jedoch könnte die Navajo-Bezeichnung für die Havasupai die gleiche Etymologie haben, wie Koun'Nde / Go'hn („wildes, raubeiniges Volk“) der Westlichen Apache, die so die Yavapai und deren Tonto-Apache-Verwandten bezeichneten.
Die unter den Raubzügen der verbündeten Yavapai und Westlichen Apache leidenden O’Odham (Oberen Pima) nannten alle Nördlichen Pai sowie die Apache und Opata einfach Ohp oder O'Ob („Feinde“).
Die ersten spanischen Entdecker unterschieden drei Yavapai-Gruppen; die „Nordöstlichen Yavapai“ wurden als Cruzados bezeichnet, da sie Schilf-Kreuze auf der Stirn trugen, die an einer Locke befestigt waren; die „Südöstlichen Yavapai“ wurden hingegen als Nijoras und die „Westlichen Yavapai“ als Tejunas bezeichnet.
Weitere übliche Bezeichnungen der Spanier (und Mexikaner) für Yavapai sowie für die mit ihnen teilweise verwandten und verbündeten Westlichen Apache sind Garroteros („Keulenmänner“, nach der bei den Apache beliebten Kampftechnik mit Kriegskeulen) oder Gileños/Apaches de Gila (ein Sammelbegriff für alle Apache- sowie Nicht-Apache-Gruppen die westlich des Rio Grande (im Südosten Arizonas und Westen New Mexicos) sowie entlang des Gila River oder der Gila Mountains lebten; einige der sog. Gila Apaches gehörten jedoch der Bedonkohe Band sowie der Copper Mines-Lokalgruppe der Chihenne Band der Chiricahua Apache an; nach 1722 bezeichneten die Spanier jedoch mit Gileños nur noch die heutigen White Mountain Apache sowie die Akimel O’Odham (Pima) als „Gileños“).
Da später die Amerikaner jedoch den Begriff Gileños oder Gila Apaches wiederum auf fast alle Apachen-Gruppen westlich des Rio Grande erweiterten, wurden unter diesem Sammelbegriff auch die mit Yavapai verwandten Tonto-Apachen sowie die Pinaleño/Pinal-Apachen und die Arivaipa/AravaipaGruppen der San-Carlos-Apachen zusammengefasst; die Yavapai wurden daher oftmals auch einfach als Yabipais Gileños bezeichnet.
Später jedoch wurden alle Yavapai durch Spanier, Mexikaner und Amerikaner meist als Mohave-Apachen (Apache-Mojave), Yuma-Apachen (Apache-Yuma), Yavapai-Apachen, Tonto-Apache oder einfach zusammenfassend als Apachen bezeichnet, da im Norden Mexikos sowie im Südwesten der USA das Wort Apache oft zur Bezeichnung für „feindliche, kriegerische, räuberische Indianer“ gebraucht wurde, ohne sprachliche, ethnische und kulturelle Differenzierung (auch Mohave [Mojhave] und sogar Comanchen wurden vormals als Apachen bezeichnet). In historischer Fachliteratur und in Abenteuerromanen (wie bei Karl May: Nijjorras-Apatschen) sind diese irreführenden Bezeichnungen immer noch gebräuchlich; jedoch ist die Herkunft der heute allgemein gebräuchliche Stammesbezeichnung Apachen für alle Stämme und Gruppen der Südlichen Athapasken – außer den Navajos – unsicher und umstritten.

### Herkunft des Namens Apache
Die heute meist akzeptierte Lehrmeinung ist, dass das Wort aus dem Shiwi'ma stammt, der Sprache der Zuni (A:shiwi), einem Pueblo-Volk, das die feindlichen aus dem Norden in den Südwesten vordringenden Südlichen Athapasken – insbesondere die Navajo – als A:bachu / ʔa·paču (Singular: Bachu / Paču – „Feind, Fremder“) bezeichneten. Eine weitere Möglichkeit ist, dass die feindlichen Quechan (Yuma) die verbündeten Yavapai und Apache als E-patch („Kämpfende Männer“ oder „Jene, die kämpfen“) oder auf Grund der typischen Kriegsbemalung der Yavapai als Apatieh („Waschbär“) bezeichneten. Jedoch könnte sich die Bezeichnung auch aus zwei Wörtern der Yavapai – deren Sprache, wie die der Quechan zu den Cochimí-Yuma-Sprachen zählt – abstammen: ʔpačə („Feind“) oder Abaja („Das Volk“), der Eigenbezeichnung der Guwevkabaya/Kwevkepaya oder Südöstlichen Yavapai der Fort McDowell Reservation.
Die erste bekannte schriftliche Erwähnung der Stammesbezeichnung Apache in Spanisch erfolgte durch Juan de Oñate im Jahr 1598; daher ist die Herkunft aus der Sprache der Zuñi und Yavapai weiterhin umstritten, da Oñate den Namen kannte und niederschreiben ließ, bevor er während der Zweiten Oñate-Expedition im Jahr 1604 erstmals diese beiden Völker kennenlernte.
Eine weitere – jedoch wenig überzeugende – Herkunft könnte direkt aus dem Spanischen kommen: mapache („Waschbär“) oder apachurrar („zerschmettern, zerquetschen“), was sich auf die bei den Apache beliebte Kampftechnik mit Kriegskeulen beziehen könnte.
Zunächst bezeichneten die Spanier mit „Apachu de Nabajo“ (Navajo) in den 1620er Südliche Athapasken in der Chama-Region östlich des San Juan River; seit den 1640er begannen sie jedoch zwischen den eigentlichen Navajo und den restlichen Apachen zu unterscheiden; so dass bald der Zusatz „de Nabajo“ fallen gelassen wurde und „Apache“ zur Bezeichnung der sich nicht zu den Navajo (Diné) entwickelnden Südlichen Athapasken wurde.

### Herkunft des Namens Tonto
Da – wie oben bereits angemerkt – die Wi:pukba/Wipukepaya („Nordöstliche Yavapai“) und die Guwevkabaya/Kwevkepaya („Südöstliche Yavapai“) zusammen mit den verwandten Nördlichen und Südlichen Tonto-Apachen sowie den Arivaipa/Aravaipa und Pinaleño/Pinal-Apache Gruppen der San-Carlos-Apachen der Westlichen Apachen meist zweisprachig waren und sowohl Westliches Apache (Ndee biyati'/Nnee biyati') als auch Yavapai (Hochland Yuma/Nördliches Pai) sprachen, hat ihr Dialekt – je nach ihrer Muttersprache – einen starken hörbaren Apache-Akzent (oder Yavapai-Akzent) und weist daher im Gegensatz zu den anderen Varianten des Westlichen Apache (Ndee biyati'/Nnee biyati') eine markante und für andere Apachen eigenartig klingende Sprachmelodie auf, die häufig auch als „Singsang“ bezeichnet wird. Daher wurden diese Yavapai zusammen mit den ihnen verwandten Tonto-Apachen und San-Carlos-Apachen von anderen Westlichen Apachen als Dilzhę́’é (wörtlich: „Volk mit hohen, hellen Stimmen“) bezeichnet. Die feindlichen Navajo (Diné) bezeichneten ebenfalls beide – Yavapai und Tonto Apache – als Dilzhʼíʼ dinéʼiʼ und unterschieden sie somit ausdrücklich von den übrigen Westlichen Apachen, die sie Dziłghą́ʼiʼ („Volk der Berggipfel“) nannten.
Durch ihren jeweils starken Akzent unterschieden sich die ebenfalls zweisprachigen Yavapai (die ihre „Muttersprache“ mit einem starken Apache-Akzent sowie das Westliche Apache mit einem Yavapai-Akzent sprachen), die Tonto-Apachen und San-Carlos-Apachen erheblich von anderen Apachenstämmen, die sie mit dem Stigma „Volk ohne Verstand“’, d. h. „wildes oder verrücktes Volk“ oder „Jene, die man nicht versteht“ belegten. Von den Chiricahua-Apachen wurden sie in diesem Sinne als Ben-et-dine oder biniiʔe'dine, bei denen mit ihnen sprachlich-kulturell eng verwandten Mescalero-Apachen als Bini' Adinii oder Bínii édinénde („Volk ohne Verstand“’, d. h. „wildes oder verrücktes Volk“ oder „Jene, die man nicht versteht“) bezeichnet.
Da die meisten Lokalgruppen der Yavapai genau wie ihre Verwandten, die Tonto-Apachen, im Vergleich zu den halbnomadisch lebenden Westlichen Apachen wenig bis gar keinen Ackerbau betrieben, sondern meist als Jäger und Sammler in unzugänglichen und von den meisten Handelsrouten abgelegenen Gebieten lebten, wurden Tonto-Apachen sowie Yavapai von diesen auch als Koun'Nde oder Go'hn („wildes, raubeiniges Volk“) bezeichnet. Die Spanier (und später US-Amerikaner) übernahmen wahrscheinlich diese Bezeichnung und nannten die beiden verbündeten Stämme der Tonto-Apachen und Yavapai daher zusammenfassend Tonto („dumm, wild“).
Die Tonto-Apachen und San-Carlos-Apache ihrerseits bezeichneten sich genauso wie die anderen Westlichen Apache weder als Apachen noch als Tonto, sondern einfach als Indee, Ndee, Nndee oder Innee (Nnēē) („Volk“). Jedoch wurde die Bezeichnung Dilzhę́’é keineswegs als respektlos oder erniedrigend seitens der Tonto-Apachen und San-Carlos-Apachen empfunden, sondern sie verwendeten den Begriff Dilzhę́’é oftmals auch als Selbstbezeichnung, um sich von anderen Westlichen Apachen abzugrenzen; daher wird angenommen, dass es auch eine andere Erklärung für die Herkunft der Bezeichnung geben könnte und sie in Wirklichkeit in der Bedeutung „leichtfüßig, trittsicher“ oder auch „Jäger“ zu verstehen ist. Auch die Westlichen Apachen empfanden die Chiricahua-Mescalero-Namensgebung keineswegs als entwürdigend oder herabsetzend und bezeichneten sich selbst ebenfalls als Ben-et-dine („Volk ohne Verstand“).

## Wohngebiet
Das Stammesgebiet der Yavapai im westlichen und südlichen Zentral-Arizona umfasste einst ca. 51.800 km² und reichte bis zum Bill Williams River und dessen Nebenflüssen Big Sandy River und Santa Maria River inklusive der Bill Williams Mountains im Norden; teilweise ging es auch nördlich über diese Flüsse hinaus, jedoch wurden diese Gebiete auch von den feindlich gesinnten Hualapai beansprucht, im Nordosten bis in die San Francisco Peaks, sowie entlang des Agua Fria River ostwärts inklusive des Verde Valley entlang der Nebenflüsse des Verde River bis ins westliche Tonto Basin im Osten, sowie von den Mazatzal Mountains und der Sierra Ancha südwärts über die Superstition Mountains, Pinaleno Mountains, Dripping Springs Mountains, Santa Teresa Mountains und Mescal Mountains zwischen Salt River und Gila River im Südosten, im Südwesten bis in die Castle Dome Mountains nahe Wickenburg und dem Zusammenfluss des Gila River und Colorado River sowie im Westen bis zum Colorado River. Im Norden lebten die feindlichen Hualapai (Walapai) und Havasupai, im Nordosten, Osten sowie im Südosten die verwandten und verbündeten Tonto Apache und San Carlos Apache der Westlichen Apache, im Süden und Südwesten die feindlichen Maricopa, Akimel O’Odham und Tohono O’Odham sowie im Westen die ebenfalls oftmals verbündeten Quechan (Yuma), Mohave und Chemehuevi sowie die feindlichen Halchidhoma.

## Soziopolitische Organisation der Yavapai
Man darf sich die Yavapai nicht als einen geeinten Stamm vorstellen, sondern vielmehr als vier große Regional-Bands bzw. Regional-Gruppen, die zwar sprachlich und ethnisch verwandt waren (und dies auch anerkannten), jedoch sich niemals als eine politische oder ethnische Einheit begriffen oder sich als „Yavapai“ bezeichneten. Diese vier Regional-Bands unterschieden sich ursprünglich nur geringfügig in ihrer Lebensweise, Kultur und Sprache, entwickelten aber im Laufe ihrer Geschichte jeweils eine separate Identität als Ɖo:lkabaya/Tolkepaya bzw. Yavbe'/Yavapé. Diese vier Regional-Gruppen gingen aus geographischen, historischen, kulturellen sowie verwandtschaftlichen Gründen verschiedene Bündnisse mit benachbarten Stämmen ein, ohne Rücksichtnahme auf die Belange der benachbarten stammverwandten Yavapai-Regional-Gruppen. Die einzelnen Regional-Gruppen unterteilten sich wiederum in verschiedene politisch autonome Bands bzw. Gruppen (in Yavapai: bachacha) und diese wiederum in verschiedene Lokalgruppen (engl. local group/band) bzw. Clans (in Yavapai: tiyuche = „Verwandte“, jedoch nur bei den Guwevkabaya üblich). Die soziale und gesellschaftliche Basis bildete jedoch die Großfamilie, die wiederum aus einer oder mehreren Kernfamilien bestand, die gemeinsam eine Siedlung (span. Rancheria) bewohnten. Daher waren die Mitglieder einer Band mit den meisten, wenn nicht sogar mit allen anderen verwandt.
Zudem kannten die Yavapai keine anerkannten Stammeshäuptlinge, die eine allumfassende Macht über ganze Gruppen hatten, wie z. B. einen „Häuptling der Guwevkabaya“ oder „Häuptling der Ɖo:lkabaya“. Wie bei den benachbarten Apache hatten nur die Lokalgruppen gewählte Anführer (in Yavapai: mastava = „ohne Furcht“ oder bamulva = „jemand der vorangeht“). Diese Anführer besaßen Prestige, das sie sich durch ihre Fähigkeiten und als Krieger erworben hatten. Alle bekannten Anführer der Yavapai (und der verbündeten Apache) – auch die berühmten Cochise oder Mangas Coloradas der Chiricahua Apache – waren jeweils nur Anführer ihrer eigenen Lokalgruppe – jedoch niemals Häuptling aller Lokalgruppen einer Band oder gar Häuptling aller z. B. Tonto Apache oder aller Guwevkabaya Yavapai (dies entsprang der Vorstellungswelt der Mexikaner und Amerikaner). Manche Anführer – wie Delshay/Delshe unter den Tonto Apache oder Wah-poo-eta unter den Yavapai – hatten zwar enormen Einfluss auf benachbarte Lokalgruppen, konnten jedoch keine Befehlsgewalt ausüben und auch keine diese bindenden Verträge unterzeichnen. Dies sollte noch zu vielen tragischen Missverständnissen und Blutvergießen führen – da die Europäer (Spanier, Mexikaner und Amerikaner) unterstellten (oder diese zu ihrem Nutzen interpretierten) jeweils Verträge mit einem Häuptling der jeweiligen Stammesgruppe der Yavapai zu schließen (an deren Inhalt nun sich alle Anführer der jeweiligen Band bzw. Stammesgruppe zu halten hätten). Da ein lokaler Anführer nicht für alle Yavapai unterzeichnen konnte (dies jedoch seitens der Europäer postuliert und so verstanden wurde), fühlten sich Anführer benachbarter Lokalgruppen der Yavapai an den Vertrag nicht gebunden (oftmals waren diese gar nicht konsultiert worden) und betrieben weiterhin ihre eigene „Politik“, dies machte diese Lokalgruppen schnell zu vertragsbrüchigen Indianern, die in den Augen der Europäer bekämpft werden mussten (obwohl die Yavapai sich des Vertragsbruchs nicht bewusst waren). Für die Yavapai Bands kam erschwerend hinzu, dass sie von den Europäern einfach als Apache betrachtet wurden und daher auch für deren evtl. Fehlverhalten verantwortlich gemacht wurden.

## Bands, Lokalgruppen und Clans der Yavapai
Die Yavapai unterteilen sich in vier Regional-Bands bzw. Gruppen:
Ɖo:lkabaya/Tolkepaya oder Westliche Yavapai (auch: Tulkepaia). Lebten im Westen und Südwesten und auf Grund der Trockenheit am wenigsten für Ackerbau geeigneten Teil des Stammesgebietes der Yavapai. Da ihr Gebiet direkt östlich des Colorado River lag, übernahmen sie wahrscheinlich durch den Kontakt zu den dort ansässigen Stämmen der Fluss-Yuma den Ackerbau – den sie am intensivsten von allen Yavapai betrieben, ihr Gebiet umfasste zudem das Bergland sowie das Flussgebiet des Hassayampa River (in Yavapai: Hasaya:mvo/Hasayamcho: – „das Wasser versickert“), im Norden des Bill Williams River, des Big Sandy River und Santa Maria River sowie die Bill Williams Mountains und Santa Maria Mountains und reichte im Süden bis zum Gila River im heutigen Südwesten und Westen von Arizona. Früher meist Yuma-Apache oder Apache-Yuma genannt, da sie enge kulturelle sowie sprachliche Kontakte und Bindungen mit Quechan (Yuma), Mohave (Mojave) und Cocopa entlang des Colorado River unterhielten.
- Wiltaaykapaya/Wiltaikapaya Band („Volk der zwei Berge beiderseits von Salome (in Yavapai: Wiltaika)“) oder Hakeheelapaya/Hakehelapa Band („Volk des fließenden Wassers, d. h. des Wassers in den Harquahala Mountains“). Lebten in den Harquahala Mountains (in Yavapai: Aha:quahala – „das Wasser hier befindet sich hoch oben in den Bergen“ oder Hakehela – „fließendes Wasser“) sowie den Harcuvar Mountains (in Yavapai: Ahakuwa – „Cottonwood-Baumstamm“)[8][9] beiderseits vom CPD Salome, zudem in den kleineren Bergketten namens Little Harquahala Mountains und Granite Wash Mountains.
- Ha'kahwađbaya/Hakawhatapa Band („Volk entlang des roten Wassers/Flusses d. h. des Colorado River“) oder Mađqwadabaya/Matakwarapa Band („Volk des flachen und wasserlosen Landes, d. h. Volk der Wüste“) Betrieben Ackerbau entlang des Colorado River in der Gegend rund um die heutigen Geisterstädte La Paz (in Yavapai: Wihela – „Mondberge“) und Castle Dome (in Yavapai: Wihopu' – „runder Berg“) in den Castle Dome Mountains; vermutlich identisch mit der bereits erwähnten und heute nicht mehr als separat existenten Gruppe Mađqwadabaya/Matakwadapaya („Wüsten-Volk“) – da die meisten Tolkepaya-Nachfahren in Reservaten der Mohave sowie der Quechan leben.
- Hakupakapaya/Hakupakapa Band oder Hnyoqapaya/Inyokapa Band. Bewohnten die Berge nördlich der heutigen Gemeinde Congress sowie die Weaver Mountains und Date Creek Mountains im Gebiet der heutigen Kleinstadt Yarnell[10], der Gemeinde Kirkland sowie des CPD Peeples Valley (in Yavapai: Wachinivo), zudem entlang des Upper Hassayampa Creek nahe der Kleinstadt Wickenburg und der Region rund um das heutige Hillside.

Yavbe'/Yavapé oder Nordwestliche Yavapai, Zentrale Yavapai. Lebten im Gebiet rund um Prescott (in Yavapai: ʼWi:kwatha Ksikʼita), dem Prescott Valley ostwärts bis Jerome in den Black Hills of Yavapai County einschließlich des Mingus Mountain (in Yavapai: Hwa:lkyañaña) sowie den südwestlich liegenden Bradshaw Mountains (in Yavapai: Wi:kañacha) bis zum südlich der Berge liegenden Williamson (früher: Williamson Valley genannt) sowie wiederum ostwärts inklusive des Black Canyon (in Yavapai: Ahaytikutoba) im heutigen Agua Fria National Monument. Früher meist Mohave-Apache oder Apache-Mojave genannt, oft auch als echte Yavapai bezeichnet, da sie kulturell von benachbarten Völkern fast nicht beeinflusst waren.
- Yavbe'/Yavapé Band Beanspruchten das Flussgebiet sowie die Berge im Upper Verde Valley (in Vavapai: Matkʼamvaha) inklusive des Montezuma Castle National Monument mit dem für die Yavapai als mythologischer Geburtsort ihres Volkes betrachteten Montezuma Well (in Yavapai: ʼHakthkyayva oder Ahagaskiaywa)[11] nahe der Stadt Camp Verde (in Yavapai: ʼMatthi:wa; in Westlichem Apache: Gambúdih).
  - Hwaalkyanyanyepaya/Walkeyanyanyepa Lokalgruppe („Volk vom Mingus Mountain (in Yavapai: Hwa:lkyañaña)“). Bewohnten die Mesa rund um die heutige Gemeinde Jerome in den Black Hills of Yavapai County zwischen Sedona und Prescott.
- Mathaupapaya Band. Bewohnten die Bradshaw Mountains von Prescott südwärts bis zur einstigen Minenstadt Crown King und der jetzigen Geisterstadt Bumble Bee.
  - Wiikvteepaya/Wikutepa Lokalgruppe („Volk vom Granite Mountain (in Yavapai: ʼWi:kvte:wa)“). Lebten in der Sierra Prieta einschließlich der im Südosten sich anschließenden nördlichen Bradshaw Mountains zwischen der Gemeinde Skull Valley (in Yavapai: Pa:qwawa Kyo) im Westen und Prescott im Osten sowie der ca. 24 km nordöstlich liegenden gleichnamigen Gemeinde im Chino Valley, heute sind große Gebiete Teil des Prescott National Forest, da der Granite Mountain der höchste Gipfel der Sierra Prieta ist im Englischen oftmals als Granite Peak Band oder Granite Mountain Band bekannt.
  - Wiikenyachapaya/Wikenichapa Lokalgruppe („Volk der rauen schwarzen Bergkette von Felsen, d. h. der Bradshaw Mountains (in Yavapai: Wi:kañacha)“). Lebten in den südlichen Bradshaw Mountains (früher: Silver Mountain Range) im Gebiet der einstigen Minenstadt Crown King, der jetzigen Geisterstadt Bumble Bee sowie der CPD Black Canyon City, im Südwesten bis ins Gebiet rund um Wickenburg sowie östlich der Bradshaw Mountains entlang des Middle Agua Fria River; im Englischen daher oftmals als Black Mountain Band oder Crown King Band bekannt.[12]

Wi:pukba/Wipukepaya oder Nordöstliche Yavapai (auch: Wipuhk’a’bah/Wipukyipaya/Wipukepa – „Volk vom Fuß des roten Felsens d. h. des Red Rock Country“ oder „Oak Creek Canyon Volk“). Lebten im Upper und Middle Verde River Valley (in Yavapai: Matkʼamvaha) sowie im sog. Red Rock Country rund um Sedona (in Yavapai: Wipuk), im Oak Creek Canyon im Coconino National Forest, entlang des Fossil Creek und des Verde River (in Yavapai: Haka'he:la – „fließendes Wasser“) bis zur heutigen CPD Rio Verde (nahe der heutigen Fort McDowell Yavapai Nation) nordöstlich von Scottsdale im Norden Zentral-Arizonas, bildeten oftmals mit Bands der Nördlichen Tonto Apache gemeinsame zweisprachige Lokalgruppen, die jeweils einen Yavapai -als auch einen Apache-Namen hatte, und deren Anführer ebenfalls zweisprachig und sowohl einen Yavapai als auch einen Apache-Namen trugen, daher früher meist als Mohave-Apache (Apache-Mojave) oder einfach als Tonto Apache bezeichnet.
- Matkitwawipa Band („Volk des Upper Verde River Valley (in Yavapai: Matkʼamvaha)“) bzw. in Apache: Tú Dotłʼizh Indee („Volk des blau-grünen Wassers, d. h. Volk entlang des Fossil Creeks“); im Englischen oftmals als Fossil Creek Band (Apache) bekannt. Wohnten im Upper Verde Valley (in Yavapai: Matkʼamvaha), entlang des East Verde River, Fossil Creek (in Yavapai: Hakhavsuwa oder Vialnyucha)[13], Clear Creek südwärts bis in die Desert Foothills rund um den Black Mountain in der Sonora-Wüste im Gebiet der Kleinstädte Carefree und Cave Creek entlang des gleichnamigen Cave Creeks, größtenteils bildeten sie mit Lokalgruppen der Nördlichen Tonto Apache eine zweisprachige Band.

- Wiipukepaya/Wipukepa Band („Volk vom Fuß des roten Felsens, d. h. des Red Rock Country“ oder „Oak Creek Canyon Volk“). Lebten im sog. “Red Rock Country” rund um Sedona (in Yavapai: Wipuk), pflanzten Mais entlang des Oak Creek sowie im Oak Creek Canyon und sammelten Mesquite im Middle Verde Valley; untergliederten sich in zwei bilinguale Wi:pukba/Wipukepaya-Nördliche Tonto Apache-Lokalgruppen:
  - Wiipukepaya/Wipukepa Lokalgruppe („Oak Creek Canyon Volk“) bzw. in Apache: Tsé Hichii Indee (‘Horizontal Red Rock People’); im Englischen auch als Oak Creek Canyon Band (Yavapai) oder als Oak Creek Band (Apache) bekannt
  - Wiipukepaya/Wipukepa Lokalgruppe („Oak Creek Canyon Volk“) bzw. in Apache: Dasziné Dasdaayé Indee (‘Porcupine Sitting Above People’); im Englischen meist als Bald Mountain Band (Apache) bekannt

Guwevkabaya/Kwevkepaya oder Südöstliche Yavapai, Südliche Yavapai (auch: Kwevikopaya – „Südliches Volk“). Lebten im Lower Verde River Valley (in Yavapai: Matkʼamvaha) und im Tonto Basin meist südlich der Mazatzal Mountains einschließlich der heiligen Four Peaks (in Yavapai: Wi:kchsawa/Wigidjassa/Wikedjasa oder Wi:khoba/Wikopa), in den Bradshaw Mountains (in Yavapai: Wi:kañacha – „raue schwarze Bergkette von Felsen“, früher: Silver Mountain Range) sowie südwärts über den Salt River (in Yavapai: Ahaketheela) bis zu den ebenfalls heiligen Superstition Mountains (in Yavapai: Wi:kchsawa/Wigidjisawa, früher auch als Sierra de la Espuma bekannt), den Dripping Springs Mountains und den südlichen und westlichen Pinaleño/Pinal Mountains (in Yavapai: Walkame – „Kiefern-Berge“), bildeten oftmals mit Bands der Südlichen Tonto Apache und den Pinaleño/Pinal Apache und Arivaipa/Aravaipa Bands der San Carlos Apache, einer weiteren Stammesgruppe der Westliche Apache zweisprachige Lokalgruppen, die jeweils einen Yavapai -als auch einen Apache-Namen hatten, und deren Anführer ebenfalls zweisprachig und sowohl einen Yavapai als auch einen Apache-Namen trugen, daher meist einfach als Tonto Apache bezeichnet.
- Hwaalkamvepaya/Walkamepa Band („Volk der Walkame, d. h. der Pinaleño/Pinal Mountains“). Lebten von Phoenix ca. 100 km ostwärts entlang des südlichen U.S. Highway 60 bis ins Gebiet rund um Globe-Miami[16] im Cobre Valley am Fuß der Pinaleño/Pinal Mountains im Nordosten bis nach Superior (Westliches Apache: Yooʼ Łigai) im Tonto National Forest im Südosten, bildeten oft mit der Pinaleño/Pinal Apache Band der San Carlos Apache zweisprachige Gruppen.
  - Hwaalkamvepaya/Walkamepa Clan bzw. in Apache: T’iisibaan/Tiis Ebah Nnee (‚Gray Cottonwoods in the Rocks People‘)[17] Lebten in den namensgebenden Pinaleño/Pinal Mountains, daher auch eigentliche/wahre „Hwaalkamvepaya/Walkamepa“ genannt; im Englischen teilweise auch als Pinaleño/Pinal Apache Band der San Carlos Apache bekannt
  - Ilihasitumapa Clan (‚wood-sticking-out-of-middle-of-water People‘) bzw. in Apache: T’iisibaan/Tiis Ebah Nnee (‚Gray Cottonwoods in the Rocks People‘). Betrachteten ebenfalls die nördlichen Pinaleño/Pinal Mountains als ihre Heimat; im Englischen teilweise auch als Pinaleño/Pinal Apache Band der San Carlos Apache bekannt
  - weiterer Hwaalkamvepaya/Walkamepa Clan (Yavapai-Name unbekannt) bzw. in Apache: Dzil Dlaazhe („Mount Turnbull Apache“). Lebten in den Santa Teresa Mountains einschließlich des Mount Turnbull; im Englischen meist als Arivaipa Apache Clan der San Carlos Apache bekannt
  - Matkawatapa Clan (‚red-strata-country People‘, d. h. „Volk der Sierra Ancha“) bzw. in Apache: Dilzhę́’é/Dil Zhe`é („Volk mit hohen, hellen Stimmen“). Lebten in der namensgebenden Sierra Ancha und gingen lt. Überlieferung aus Mischehen der Walkamepa mit Angehörigen der Dilzhę́’é Semi-Band aus der Sierra Ancha (Westliches Apache: Dził Nteel – „Breiter flacher, weiter Berg“), der bedeutendsten Semi-Band der Südlichen Tonto Apache, hervor; im Englischen auch als Dilzhę́’é Semi-Band (Apache) bekannt
- Wiikchasapaya/Wikedjasapa Band („Volk der McDowell Mountains (in Yavapai: Wi:kajasa)“, den heiligen Bergen der Yavapai). Lebten entlang des historischen Apache Trail (heute Teil der Arizona State Route 88) sowie entlang des Salt River von Phoenix (in Yavapai: Wathinka/Wakatehe; Westliches Apache: Fiinigis) im Westen bis nach Miami im Osten sowie nordostwärts bis zum Theodore Roosevelt Lake und Dam und entlang des Tonto Creek inklusive des heutigen Tonto National Monument.
  - Amahiyukpa Clan („Volk der wilden Melone“). Lebten in den hohen Bergen entlang des Westufers des Verde River sowie in den McDowell Mountains (in Yavapai: Wi:kajasa), ca. 32 km nordöstlich von Phoenix. Ihr Gebiet grenzte im Norden an das Territorium der Wiikvteepaya/Wikutepa Lokalgruppe der Mathaupapaya Band der Yavbe'/Yavapé, nördlich von Lime Creek und direkt gegenüber dem Yelyuchopa Clan in den Mazatzal Mountains.
  - Atachiopa Clan (‚Arrowreed People‘). Wohnten in den hohen Bergen westlich der einstigen Minen- und heutigen Geisterstadt namens Cherry, Yavapai County, im Agua Fria River Valley zwischen den heutigen Städten Dewey-Humboldt und Camp Verde; innerhalb von Camp Verde befinden sich heute ca. 90 % der Reservation der heutigen Yavapai-Apache Nation.
  - Hakayopa Clan (‚Cottonwood People‘) bzw. in Apache: Tsé Nołtłʼizhn (‘Rocks in a Line of Greenness People’) Beanspruchten die Gegend rund um die Gemeinde Sunflower Valley, die Mazatzal Mountains südlich des höchsten Gipfels, Mazatzal Peak (2.409 m), sowie im Osten in der Gegend rund um das einstige Fort Camp Reno im westlichen Tonto Basin (auch Pleasant Valley genannt); im Englischen meist als Mazatzal Band (Apache) bekannt
  - Hichapulvapa Clan (‚bunch-of-wood-sticking-up People‘, Clan-Name bezieht sich auf Totholz auf einer Hügelkuppe) bzw. in Apache: Tsé Nołtłʼizhn (‘Rocks in a Line of Greenness People’). Diese beanspruchten die Mazatzal Mountains südwärts vom East Verde River und westlich vom North Peak (in Yavapai: Iwilamaya – „buschige sanfte Hügel“) zum Mazatzal Peak; im Englischen ebenfalls meist als Mazatzal Band (Apache) bekannt

Folgende gleichnamige Clans (die sich meistens überlappende Territorien teilten) waren unter den beiden Guwevkabaya/Kwevkepaya-Bands vertreten:
- Iiwilkamepa Clan (‚grassy-plateau People‘). Lebten in den Superstition Mountains (in Yavapai: Wi:kchsawa oder Wigidjisawa) und Pinaleño/Pinal Mountains, Superior liegt nahe ihrer ursprünglichen Heimat.
- Matkawatapa Clan (‚red-strata-country People‘, d. h. „Volk der Sierra Ancha“) bzw. in Apache: Dilzhę́’é/Dil Zhe`é („Volk mit hohen, hellen Stimmen“). Lebten in der Sierra Ancha
- Onalkeopa Clan (‚Rocky-Place People‘). Lebten ursprünglich in den Mazatzal Mountains zwischen den Territorien der Hichapulvapa und Yelyuchopa, zogen jedoch später südwärts in die Gebiete der Walkamepa
- Yelyuchopa Clan (‚mescal-pit People‘). Lebten in den Mazatzal Mountains zwischen den Territorien der Hakayopa und Hichapulvapa.[18]

Laut Überlieferung der Yavapai existierte noch eine fünfte Gruppe, die Mađqwadabaya/Matakwadapaya („Wüsten-Volk“), die mit den Fluss-Yuma der Mohave und Quechan zusammenlebten und in diesen aufgingen. Noch heute leiten manche Familien unter den Mohave und Quechan ihre Herkunft von den Matakwadapaya her.

## Geschichte

### Verhältnis zu den Apachen
Zwei Gruppen der Yavapai in Zentral-Arizona – die Wi:pukba/Wipukepa („Nordöstliche Yavapai“) sowie die Guwevkabaya/Kwevkepaya („Südöstliche Yavapai“) – lebten in direkter Nachbarschaft zu den Tonto-Apachen und den Pinaleño/Pinal-Apachen und den Arivaipa/Aravaipa-Bands der San-Carlos-Apachen-Gruppe der Westlichen Apache, wobei die Apachen-Bands meist östlich und die Yavapai-Bands westlich des Verde River lebten.
Die Gebiete der Wi:pukba/Wipukepa überlappten beziehungsweise überschnitten sich in den San Francisco Peaks, entlang des Oberen Verde River, im Oak Creek Canyon und entlang des Fossil Creek mit denen der „Nördlichen Tonto Apache Bands“ und wurden daher von beiden gemeinsam genutzt. Ebenso teilten sich die Guwevkabaya/Kwevkepayadie ihre Stammesgebiete östlich des Verde River, entlang des Fossil Creek, East Verde River, Salt River sowie in den Superstition Mountains, der Sierra Ancha, den Bradshaw Mountains und Mazatzal Mountains mit „Südlichen Tonto-Apachen-Bands“ sowie in den Dripping Springs Mountains und den westlichen Pinaleno Mountains mit der „Pinaleño/Pinal-Apachen-Band“ und in den Dripping Springs Mountains sowie in den Santa Teresa Mountains mit der „Arivaipa/Aravaipa-Apachen-Band“ der San Carlos Apachen.
Diese Yavapai-Gruppen bildeten mit den benachbarten Tonto- und San-Carlos-Apachen gemischte Yavapai-Apachen-Bands und lebten in gemeinsamen Siedlungen (rancherias) und konnten nur schwer von Außenstehenden (Spaniern, Mexikanern sowie Amerikanern) voneinander unterschieden werden, da die Wi:pukba/Wipukepa und Guwevkabaya/Kwevkepaya außer den Raub- und Kriegszügen auch andere kulturelle Merkmale der Apache übernommen hatten (teilweise matrilokale Clans, Kleidungsstil sowie Korbflechtarbeiten). Meist waren zudem diese gemischten Bands zweisprachig – und sprachen somit sowohl Yavapai als auch Westliches Apache (Ndee biyati'/Nnee biyati'), jeweils jedoch mit einem starken hörbaren Akzent. Die gemischten Yavapai-Apachen-Bands sowie deren Häuptlinge und Anführer hatten sowohl einen Yavapai- als auch einen Apachen-Namen, z. B. war eine gemischte, zweisprachige Band in der Sierra Ancha bei den Guwevkabaya/Kwevkepaya als Matkawatapa bekannt und bei den Südlichen Tonto-Apachen jedoch als Dilzhę́’é, deren berühmtester Anführer war bei den Weißen meist unter seinem Apachen-Namen als Delshay/Delacha bekannt, jedoch kannten seine Yavapai-Stammesgenossen ihn als Wah-poo-eta/Wapotehe.
Da die Tonto-Apachen, San-CarlosApachen sowie die Wi:pukba/Wipukepa matrilokal und matrilinear organisiert waren (der Mann zog zur Familie seiner Frau, die Familie leitete ihre Abstammung seitens der Linie der Frau her), entschied die „Muttersprache“, welche Stammeszugehörigkeit die Person hatte, sprich ob sie sich als Apache oder Yavapai betrachtete. Auf Grund ihrer verwandtschaftlichen und kulturellen Nähe zu den Apachen konnten Außenstehende sie oftmals nur auf Grund ihrer Sprache voneinander unterscheiden, daher wurden diese gemischten Yavapai-Apachen-Bands historisch einfach als Tonto-Apachen (kurz: Tonto) bezeichnet; hatte man erkannt, dass manche dieser Bands nicht Apachen, sondern Yavapai sprachen, nannte man sie einfach Apache Mohave (Mohave-Apachen) oder Yavapai-Apachen, um sie von den echten Tonto-Apachen zu unterscheiden. Zudem wurden die Ɖo:lkabaya/Tolkepaya („Westliche Yavapai“) sowie die Hualapai (Walapai) und Havasupai als Yuma-Apachen (Apache-Yuma) bezeichnet. Oftmals kann daher in historischen Berichten und Quellen – wenn dort von Tonto-Apachen oder Tonto berichtet wird – nicht eindeutig die Stammeszugehörigkeit zu den Yavapai oder Apachen geklärt werden.
Diese gemischten Yavapai-Apachen-Bands verbündeten sich oftmals mit anderen Gruppen der Westlichen Apachen, um gemeinsame Raub- bzw. Kriegszüge gegen ihre indianischen Feinde, besonders die Oberen Pima, Opata, Tarahumara und Unteren Pima sowie gegen die mit diesen verbündeten Spanier, Mexikaner und später Amerikaner zu unternehmen.
Obwohl die Guwevkabaya/Kwevkepaya und die Wi:pukba/Wipukepaya mit den Tonto-Apachen und den Pinaleño/Pinal-Apachen und Arivaipa/Aravaipa-Bands der San Carlos-Apachen durch Mischehen familiär verbunden und gemischte zweisprachige Yavapai-Apachen-Bands bildeten, unterhielten sie ambivalente Beziehungen zu den Cibecue-Apache und White Mountain-Apachen-Gruppen der Westlichen Apachen, mit denen sie weder gemeinsame Stammesgebiete teilten noch sich in nennenswertem Ausmaß untereinander heirateten. Doch genauso oft wie die Yavapai sich mit diesen beiden Westlichen Apachen-Gruppen für gemeinsame Raub- bzw. Kriegszüge verbündeten, ebenso oft überfielen sie diese, um Vorratsgüter, Pferde, Frauen und Kinder zu rauben.
Laut Überlieferung der Yavapai lebten diese – insbesondere die Guwevkabaya/Kwevkepaya, Wi:pukba/Wipukepaya und Yavbe'/Yavapé – früher in Frieden und Freundschaft mit den Oberen Pima und nutzten gemeinsam Gebiete und bestellten zusammen Felder entlang des Gila River und Salt River. Dann seien die Apachen erschienen und hätten die Pima entlang des Gila River überfallen und viele getötet. Die Pima hielten die Apachen fälschlicherweise jedoch für Yavapai, und trotz des Versuchs der Letzteren, den Irrtum aufzuklären, gerieten die beiden Völker in erbitterte Feindschaft zueinander, und die Yavapai verbündeten sich schließlich Verbündete mit den Apachen.

### Verhältnis zu benachbarten Stämmen
Aus den Überlieferungen Yavapai geht hervor, dass sie einst gemeinsamen mit den nun als Nordöstlichen Pai bezeichneten Walapai und Havasupai ein Volk bildeten, aber durch interne Streitigkeiten kam es zur Spaltung. Seit dieser Zeit wurden die Nordöstlichen Pai von allen Yavapai als Feinde betrachtet und insbesondere durch die südlich und westlich direkt angrenzend lebenden Yavbe'/Yavapé („Nordwestliche Yavapai“, „Zentrale Yavapai“) und Ɖo:lkabaya/Tolkepaya („Westliche Yavapai“) erbittert bekämpft. Bei diesen Kämpfen, die wegen der bekannten gemeinsamen Herkunft und Sprache (die für Beleidigungen und Beschimpfungen im Kampf benutzt wurde) besonders erbittert waren, kam es sogar manchmal zu rituellen Kannibalismus (wenigstens auf der Seite der Nordöstlichen Pai).
Die verschiedenen Stämme im Südwesten waren bereits in vorspanischer Zeit in verschiedene lose Verteidigungs- und Stammesbündnisse organisiert – besonders um sich gegen die als furchtlose Krieger bekannten Fluss-Yuma und Apachen behaupten zu können; hierbei dominierte in historischer Zeit die Quechan (Yuma)-Allianz den Colorado River und die Maricopa-Pima-Allianz das Gebiet des Gila River und Salt River.
So hatten sich die Maricopa und die Akimel O’Odham (Pima) und verschiedene O’Odham (Pima Alto)-Gruppen zur sog. Maricopa-Pima-Allianz zusammengeschlossen – um gegen die kriegerischen Übergriffe der feindlichen Quechan (Yuma)-Allianz der Quechan, Mohave, und zeitweise der Cocopa im Westen sowie gegen die Raub- und Kriegszüge der Westliche Apache und Chiricahua Apache im Osten und Norden sich besser verteidigen zu können.
Diese Stammesallianzen hatten meist zudem Einfluss auf benachbarte Stämme, zumal solche, die ihnen sprachlich, ethnisch oder kulturell nahe standen und sie unterstützten; so schlossen sich der Maricopa-Pima-Allianz die ebenfalls sprachlich-kulturell zu den Fluss-Yuma zählenden und vom Colorado vor der Quechan (Yuma)-Allianz geflohenen Halchidhoma, Kavelchadom (Kaveltcadom), Halyikwamai und Kohuana (Cajuenche) sowie manche südkalifornische Stammesgruppen und später auch die Cocopa an.
Die Quechan-(Yuma)-Allianz wurde oftmals von den Chemehuevi der Südlichen Paiute sowie von den Ɖo:lkabaya/Tolkepaya und Yavbe'/Yavapé unterstützt, da die Ɖo:lkabaya/Tolkepaya teilweise ihre Gebiete entlang des Colorado River mit den dort ansässigen Quechan und Mohave teilten sowie oftmals die Chemehuevi im Stammesgebiet der beiden Yavapai-Gruppen jagten; zudem umfasste die Allianz die Kumeyaay (Tipai-Ipai oder Diegueño), weitere kalifornische Stämme sowie die Küsten-Chumash. Dies machte diese Yavapai-Gruppen automatisch zu Feinden der Maricopa-Pima-Allianz.
Manchmal unternahmen jeweils alle Stämme dieser Allianzen zusammen Kriegszüge gegen einen gemeinsamen Feind, dies verstärkt namentlich noch in spanischer und später mexikanischer Zeit.
Den Kriegszügen der Fluss-Yuma der Quechan (Yuma)-Allianz schlossen sich sogar manchmal zweisprachige Wi:pukba/Wipukepaya und Guwevkabaya/Kwevkepaya sowie die mit ihnen verwandten Tonto-Apachen und Bands der San-Carlos-Apachen an, da diese jede Gelegenheit nutzten, Stämme der Maricopa-Pima-Allianz zu berauben und zu bekriegen.

### Vordringen der Spanier und Mexikaner
Vermutlich stießen 1583 die ersten spanischen Konquistadoren auf die Yavapai. Später folgten weitere Spanier, im Jahre 1604 zum Beispiel Juan de Oñate. Der Kontakt zu den Spaniern war jedoch sehr spärlich, und die Yavapai verstanden es, außerhalb der Reichweite von Kirche und spanischer Krone zu bleiben.
Als die Spanier mit ihrer besseren Organisation, größeren Ressourcen sowie besseren Waffen den Pima Alto (Obere Pima) und Maricopa Schutz gegen ihre Feinde boten, wurde die einst regional begrenzte Maricopa-Pima-Allianz in eine große indianisch-spanische Allianz eingebunden, der ferner die ehemals den Pima feindlich gesinnten Opata angehörten, sowie verwandte Gruppen der Pima Bajo (Untere Pima) und Tepehuan sowie im Norden und Osten die Pueblo, die nun die spanischen und indianischen Siedlungen gegenüber der Apacheria verteidigen sollten. Später (ab 1786) wurden die Ute und deren Jicarilla-Apache-Verbündete sowie die Navajo (Diné) als auch die besonders kriegerischen und mächtigen Comanchen teils durch militärische Gewalt, teils durch ökonomischen Druck (oder Vergünstigungen) überzeugt, sich gegen die Apachen und deren Verbündete (zu denen ja auch die Yavapai gehörten) zu wenden und teilweise gemeinsame militärische Unternehmungen mit den Spaniern gegen diese zu unternehmen.
In diesen ständigen Auseinandersetzungen gegen die Apachen, Yavapai und die Quechan (Yuma)-Allianz bewährten sich die sonst friedlichen Maricopa und Pima als harte und ausdauernde Kämpfernaturen und stellten sich den Spaniern, Mexikanern und später den Amerikanern gerne als Scouts und Krieger zur Verfügung.

### Konflikte mit Spaniern und Amerikanern
Erst ab Mitte des 19. Jahrhunderts begannen die meist in abgelegenen Gebieten lebenden Yavapai die verstärkte Präsenz der vordringenden Amerikaner sowie de US-Armee zu spüren. In den 1860er Jahren wurden ihre Stammesgebiete regelrecht von amerikanischen Goldsuchern und Bergleuten überschwemmt. Dies führte zu erheblichen Spannungen zwischen Yavapai und Weißen, wobei die Yavapai oft Opfer von Massakern und Vergeltungsschlägen seitens der US-Armee sowie von Bürgermilizen wurden – da sie fälschlicherweise damals mit den Apachen verwechselt wurden und daher für deren Überfälle und Raubzüge verantwortlich gemacht wurden. Nunmehr unternahmen sie jedoch auch Kriegszüge, die ihrerseits wiederum manchmal den Apachen zugeschrieben wurden.
Erste ernsthafte Konflikte und Kämpfe mit Einheiten der US-Armee erfolgten im sog. Hualapai-Krieg oder Walapai-Krieg (1865–1870), der nach Ermordung des Hualapai-Häuptlings Anasa ausbrach, woraufhin die Hualapai (Walapai) Boten zu den Havasupai sowie zu ihren einstigen Feinden – den Yavapai-Tonto-Apachen-Bands – sandten, um sich deren Hilfe im Kampf gegen die Amerikaner zu sichern. Insgesamt gab es ca. 250 Hualapai-Krieger sowie eine unbekannte Anzahl von Yavapai und Tonto-Apachen, die gegen Hunderte von Soldaten der United States Army sowie Milizen kämpften.
Bedeutendste Führer während dieser Zeit waren die zu den zweisprachigen Guwevkabaya-Apache-Bands zählenden: Wah-poo-eta (Apachen-Name: Delacha/Delshe, Anführer der mit ca. 750 Mitgliedern größten und kriegerischsten Band, meist Guwevkabaya sowie einige der Mazatzal-Band der Südlichen Tonto-Apachen), Eschetlepan (auch Chalipun, Cha-Thle-Pah, Anführer von ca. 300 meist Wikedjasapa-Guwevkabaya sowie einigen Semi-Bands der Südlichen Tonton-Apachen), Delshay (Yavapai-Name: Wah-poo-eta oder Wapotehe, Anführer von ca. 200 der Matkawatapa-Lokalgruppe der Walkamepa-Guwevkabaya und Dilzhę́’é Semi-Band der Südlichen Tonto-Apachen) wurde nach der Ermordung 1869 Wah-poo-etas der erfolgreichste und hartnäckigste Anführer der verbündeten Yavapai und Tonto-Apachen, Ashcavotil (Apache-Name: Escavotil, Anführer einer ca. 200 Krieger umfassenden Guwevkabaya-Pinaleño-Apachen-Band, nach Wah-poo-eta der kriegerischste Anführer in Zentral-Arizona), Oshkolte (Apache-Name: Hascalté oder Has-Kay-Ah-Yol-Tel, Anführer einer Band von ca. 70 Kriegern, 20 Frauen und 20 Kindern, die größtenteils aus Südlichen Tonto-Apachen und einigen Guwevkabaya bestand; er war ein enger Verbündeter von Ashcavotil und Wah-poo-eta) sowie einige kleinere Führer wie Piyahgonte (Anführer einer gemischten Band aus ca. 75 Wikedjasapa-Guwevkabaya und Südlichen Tonto-Apachen; man machte ihn für die meisten Überfälle und Verwüstungen im Gebiet rund um Prescott verantwortlich) und Skiitlanoyah (Yavapai-Name: Skitlavisyah, Anführer von ca. 80 Guwevkabaya-Tonto-Apachen). Unter den mit diesen verbündeten Tonto-Apachen waren insbesondere die Häuptlinge Chuntz, Chan-deisi (von der US-Armee John Daisy genannt) und Cochinay bei den Weißen bekannt und gefürchtet.
Als 1870 nahe dem Fort Apache (Tłʼog Tłʼog) White Mountain Apache Reservation eingerichtet werden und etwa. 500 Arivaipa/Aravaipa unter Häuptling Eskiminzin sowie Pinaleño/Pinal Apache unter Häuptling Capitán Chiquito nahe dem Stützpunkt Camp Grant, (am Zusammenfluss des San Pedro River und des Aravaipa Creek, ca. 80 km nordöstlich von Tucson) sollten, stellten sich viele Bürger der Stadt Tucson dagegen. Beide genannten Bands hatten bis dahin zu den aktivsten und gefährlichsten Kriegstrupps der Apache im Süden Arizonas sowie im Norden Mexikos gezählt und waren für viele erfolgreiche Raids gegen O’Odham und Maricopa, Amerikaner, Mexikaner sowie Unternehmungen gegen mexikanische und amerikanische Armeeeinheiten verantwortlich. Sie mussten den Raub- und Kriegszügen abschwören und ihre Waffen abgeben und wurden ca. 8 km östlich vom Camp Grant in einer großen Siedlung entlang des Arivaipa Creeks an einem Platz, den die Apachen als Gashdla'á cho o'aa („Dort steht der Big Sycamore [Canyon]“) kannten, (Chip Colwell-Chanthaphonh: Western Apache Oral Histories and Traditions of the Camp Grant Massacre) angesiedelt. Um genügend Rationen von Mehl und Rindfleisch sowie Kleidung und anderen notwendige Dinge zu bekommen, wurden sie angeregt, Felder anzulegen und Heu für die Armeepferde sowie Gerste für die Versorgung der Soldaten zur Verfügung zu stellen.
Skrupellose Unternehmer – bekannt als Tucson Ring – sahen in der erfolgreichen Ansiedlung der Apachen-Bands und der Tatsache, dass diese die Armee versorgten und von dieser im Gegenzug bezahlt und beschützt wurden, eine Konkurrenz, da der Tucson Ring üblicherweise die US-Armee mit Nahrungsmitteln, Heu, Rindfleisch, Gerste und weiteren Dingen versorgte. Daher hatten sie auch keinerlei Interesse an einer friedlichen Lösung der Auseinandersetzungen zwischen den lokalen Yavapai- und Apachen-Bands und der US-Armee; ihr Kalkül war ferner: Wären die Bands erst einmal friedlich in Reservaten angesiedelt und könnten mittels Ackerbau und Viehzucht ihren Lebensunterhalt alleine bestreiten, so wäre die hohe Präsenz an Armeeeinheiten nicht mehr notwendig, was somit ihre Geschäftsgrundlagen bedrohte. Dies veranlasste sie dazu, alles zu tun, um die friedliche Koexistenz von Weißen und Indianern in dem Gebiet zu verhindern.
Nach der Ansiedlung der Arivaipa-/Aravaipa- und Pinaleño-/Pinal-Apache-Bands verübten andere Yavapai und Apachen rund um Tucson sowie im Süden Arizonas Bands weiterhin Raids; doch wurden bald alle diese Überfälle und andere Konflikte in der Region – völlig wahrheitswidrig – den friedlichen und nun unbewaffneten Apachen bei Camp Grant zur Last gelegt. Im Morgengrauen des 28. April 1871 (nach anderen Quellen: 30. April 1871) überfielen sechs Amerikaner und 42 Mexikaner aus Tucson unter der Führung von William S. Oury und Jesús Maria Elias zusammen mit 98 Kriegern der Tohono O’Odham von der Mission San Xavier del Bac unter Führung ihres alten Verbündeten, Häuptling Francisco Galerita, das Lager der Apachen, dessen Bewohner völlig wehrlos und ahnungslos waren, denn die meisten seiner Krieger waren seit einigen Tagen zur Jagd in den Bergen zugange und hatten im guten Glauben, ihre Familien in Sicherheit zu wissen, das Lager fast ohne Krieger zurückgelassen. Im sich daran anschließenden sog. Camp Grant Massacre wurden 144 Apachen meist von Tohono O’Odham getötet oder verstümmelt und skalpiert (bis auf acht waren es alles Frauen und Kinder), die Mexikaner und Amerikaner beteiligten sich im Wesentlichen nicht direkt an dem Morden, jedoch töteten sie solche Apachen, die zu fliehen versuchten. 29 Apachen-Kinder wurden als Sklaven durch die Tohono O’Odham und Mexikaner nach Mexiko verkauft. Nach dem Massaker flüchteten die Überlebenden der Arivaipa-/Aravaipa und Pinaleño-Pinal-Apachen-Bands nordwärts ins Tonto Basin zu den mit ihnen verwandten und verbündeten Tonto-Apachen und Yavapai.
Der nun ausbrechende sog. Yavapai-Krieg oder Tonto-Krieg (1871 bis 1875) wurde von den verbündeten Guwevkabaya/Kwevkepaya, Wi:pukba/Wipukepaya, Tonto-Apachen und San-Carlos-Apachen sowie Teilen der Yavbe'/Yavapé erbittert gegen die US-Armee, Bürgermilizen, deren indianische Verbündete sowie Goldsucher, Bergleuten und Siedlern geführt. Es kam während der oftmals mehrmonatigen Kampagnen der US-Armee gegen die verbündeten Stämme zu blutigen, mehrstündigen (manchmal mehrtägigen) Kämpfen, Hinterhalten sowie zu grausamen Massakern.
Die indianischen Kämpfer nutzten hierbei die sog. „Hit-and-Run“-Taktik des Guerillakriegs, d. h. Überfälle, Hinterhalte und Angriffe auf die Versorgungslinien der US-Armee sowie gezielte, „nadelstichartige“ militärische Aktionen, die die US-Amerikaner zermürben sollten. Hierbei kam den Indianern ihre traditionelle Organisation in unabhängigen Lokalgruppen und Banden zugute, da diese kleine, selbstständig operierende Kampfeinheiten bildeten, die sich durch hohe Mobilität und Flexibilität auszeichneten. Zudem kannten sie jedes Versteck und Wasserloch und viele mögliche Plätze für einen Hinterhalt in ihrem Land und operierten meist aus den Bergen heraus, wohin sie sich nach Überfällen sofort wieder zurückzogen. Die Krieger konnten hierdurch dem militärisch überlegenen Gegner ausweichen und ihm trotzdem immer wieder kleine Schläge versetzen. Ihr Erfolg war davon abhängig, ob es ihnen gelang, bestimmen zu können, an welchem Ort, zu welcher Zeit und unter welchen Bedingungen eine militärische Konfrontation mit der US-Armee stattfand, und diese von ihrem Wohngebiet und den Siedlungen mit ihren Frauen und Kindern fernzuhalten.
Die Kämpfe erreichten während George Crooks Tonto Basin Campaign (1872–1873) ihren Höhepunkt; die US-Armee rückte mit Hilfe ortskundiger Hualapai und insbesondere von Apache-Scouts immer tiefer in die Verstecke der Bands vor, so dass diese immer öfter vor anrückenden Armeeeinheiten oder den Scouts zusammen mit Frauen und Kindern fliehen mussten. Die aufgegebenen Siedlungen, bestellten Felder und zurückgelassenen Vorräte wurden indes durch die US-Armee zerstört und niedergebrannt, um die Indianer auszuhungern. In dieser Kampagne erlitten die Stämme mehrere entscheidende Niederlagen: am 28. Dezember 1872 wurde während der Battle of Salt River Canyon (besser bekannt als Skeleton Cave Massacre) eine Tonto-Apachen-Guwevkabaya-Band unter Häuptling Nanni-Chaddi mit ca. 110 Kriegern von 130 Soldaten des 5. Kavallerieregiments unter Captain William H. Brown sowie 30 Apache-Scouts aufgespürt; im anschließenden Gefecht wurden 75 Krieger, Frauen und Kindern (einschließlich Nanni-Chaddis) getötet, 15 weitere Tonto-Apachen-Guwevkabaya starben an den Folgen ihrer Verletzungen, und nur 18 Frauen und 6 Kinder überlebten und wurden nach Camp Verde gebracht. Nur wenige Wochen später erfolgte am 27. März 1873 mit der Battle of Turret Peak mussten die Indianer einen weiteren Rückschlag hinnehmen, als eine US-Einheit und Apache-Scouts unter dem Kommando von Captain George M. Randall eine Siedlung der Guwevkabaya-Tonto-Apache unter Häuptling Delshay/Wapotehe am Turret Peak (nahe dem heutigen Cordes Junction), einer Yavapai-Hochburg, überfiel; die Einwohner waren so überrascht, dass sich viele vom Berg in den Tod stürzten, manche wurden nach kurzem Kampf getötet oder ergaben sich. Insgesamt wurden 57 Indianer getötet sowie mehrere schwer verwundet; diese Attacke war für die verbündeten Bands demoralisierend, so dass hierauf zwei Wochen später am 6. April 1873 viele der weißenfeindlichen Yavapai und Tonto-Apachen – unter ihnen auch der bedeutende Häuptling Eschetlepan/Chalipun mit 300 seiner Guwevkabaya-Südliche-Tonto-Apachen-Band – sowie San-Carlos-Apachen sich Crook in Camp Verde ergaben.
Im Frühjahr 1873 hatten somit die meisten verbündeten Yavapai und Apachen ihren Widerstand aufgegeben und sich in den Reservaten niedergelassen; obwohl die meisten Bands nun friedlich waren, traten jedoch immer wieder Spannungen sowie Tumulte innerhalb der Reservate und auch in deren Umgebung auf. Die Ursachen dafür waren unterschiedlich: Die Ernährungslage war unzureichend, es gab Klagen über schlechte oder zu kleine Rationen: auch kam es immer wieder zu Unstimmigkeiten zwischen dem Militär und der Zivilverwaltung über die Administration der Reservate, u. a. Im Winter 1873/1874 entwickelte sich daraus eine schwere Krise, die erneut zu Gewaltausbrüchen führte und in der Ermordung von Leutnant Jacob Almy am 27. Mai 1873 gipfelte. Während dieser Kämpfe wurden die Guwevkabaya-Apachen-Bands der Häuptlinge Ashcavotil, Oshkolte/Has-Kay-Ah-Yol-Tel, Natatotel/Natokel sowie des Tonto-Apachen Naqui-Naquis aufgespürt und entweder gefangen genommen oder getötet – alle genannten Häuptlinge wurden dabei bis Juni 1873 getötet.
Die bereits zuvor unzufriedenen Anführer, die stets auch für Unruhe im Reservat sorgten, flohen nach der Ermordung Almys in die Berge; Delshay, Chuntz, Cochinay und Chan-deisi bekämpften von ihren Stützpunkten aus nochmals die US-Armee unter Crook, der ein Kopfgeld auf die Häuptlinge aussetzte. Dabei konnten die Indianer letztmalig Erfolge für sich verbuchen. Im Frühjahr begann die Kampagne gegen diese letzten Widerstand leistenden Yavapai und Tonto-Apachen, die feindlichen Bands konnten jedoch nur erfolgreich durch Hilfe von Yavapai-, Apachen- und Hualapai-Scouts aufgespürt und aufgerieben werden. Bis Juli 1874 hatten entweder alle sich ergeben oder waren getötet worden. Die abgeschlagenen Köpfe von sieben Häuptlingen – darunter von Delshay/Wapotehe, Chuntz, Chan-deisi und Cochinay – wurden als Trophäen sowie zum Beweis ihres Todes mehrere Tage lang auf den Paradeplätzen der Reservate und Armeeposten zur Schau gestellt (somit verhielten sich die zivilisierten Amerikaner nicht besser als die in ihren Augen wilden, unzivilisierten Indianer und Naturvölker, die oftmals die Kopfjagd betrieben).

### Ansiedlung in Reservaten
Da die verbündeten Bands der Yavapai und Apachen (man muss hierbei bedenken, dass die kämpfenden Yavapai und Apache keine Berufssoldaten oder Scouts waren, die ihre Familien in Sicherheit wussten sowie über eine geregelte Truppenversorgung verfügten) während der sog. Hualapai- und Yavapai-Kriege dauernd Attacken auf ihre Kriegstrupps sowie auf ihre Siedlungen (mit ihren dort versteckten Frauen, Kindern und Alten) seitens der US-Armee und der mit ihr verbündeten indianischen Scouts (meist Nordöstliche Pai sowie Westliche Apachen, aber auch Maricopa, Obere Pima sowie Navajo) ausgesetzt waren, befanden sich die Bands immer auf der Flucht. Für die flüchtenden Bands wurde es durch die immer weiter in ihr Siedlungsgebiet sowie ihre letzten Bastionen vordringenden Soldaten, Siedler, Milizen sowie Scouts immer schwieriger, genügend Nahrungsvorräte sowie Kleidungsstücke für den harten Winter zu bekommen – Felder konnten nicht bestellt oder abgeerntet werden, das Sammeln und Jagen war ebenfalls nur unter erhöhtem Risiko möglich und es fehlte einfach die Zeit, die nötigen Kleidungsstücke zu fertigen sowie Nahrungsdepots für den Winter anzulegen. Zudem zerstörte die US-Armee systematisch alle Siedlungen, Felder und Nahrungsdepots, verschleppte die dort sich versteckt haltenden Familien und erschoss teilweise die wenigen Pferde der Krieger. Bereits geschwächt durch die andauernden Kämpfe und Flucht sowie den ausbrechenden Hunger im Winter, kamen durch nun auftretende Krankheiten zusätzlich ca. ein Drittel der verbündeten Yavapai-Apachen-Bands um.

#### Yavapai-Apache-Exodus Day
Durch die Konzentrationspolitik seitens der US-Armee wurden 1871 die Wi:pukba/Wipukepaya der Yavapai und Tonto Apache (Dilzhe’e Apache) zwangsweise auf die 900 km² umfassende Camp Verde Reservation entlang des Verde River nahe dem Camp-Verde-Armeeposten (in der Nähe des heutigen Ortes Cottonwood, Arizona) interniert, während der ersten drei Jahre (1871–1873) starben an schlechtem Wasser und wegen mangelhafter Versorgung mit gesundem und ausreichendem Essen viele Kinder und Alte; als jedoch die Bands erfolgreich Bewässerungssysteme (einschließlich eines ca. 8 km langen Grabens) errichteten, funktionierte dies so gut, dass es nun möglich war, eine ausreichende Ernte einzufahren, um relativ autark zu sein. Unternehmer, die mit der Regierung zusammenarbeiteten, um die Versorgung der Reservationen sicherzustellen, sahen sich hierdurch in ihrer Existenz bedroht, und verlangten, das Reservat aufzulösen. Daher und um den letzten Widerstandsgeist der Stämme zu brechen, wurden am 27. Februar 1875 unter dem Kommando des arroganten Commissioner Levi Edwin Dudley ca. 1.476 Wi:pukba/Wipukepaya und Tonto Apache (Dilzhe’e Apache) zusammen mit Yavbe'/Yavapé von Prescott sowie Guwevkabaya/Kwevkepaya von der Fort McDowell Reservation sowie Ɖo:lkabaya/Tolkepaya, einschließlich Kinder, Alten und Kranken, gezwungen, zu Fuß in die ca. 300 km südöstlich liegende San Carlos Apache Indian Reservation zu ziehen; statt über die längere und sichere Packwagenstraße, mussten sie – um Zeit zu sparen – bei äußerst schlechtem Wetter die zwar kürzere Strecke, aber mit Hochwasser führenden Flüssen , Bergpässen, teils schneebedeckten Bergen und durch enge Canyons besonders beschwerliche Route nehmen. Während des Marsches kam es auf Grund der Strapazen, des Hungers sowie der bereits vorher existierenden Feindseligkeiten zu gewaltsamen und teilweise tödlichen Spannungen zwischen Ɖo:lkabaya/Tolkepaya, Yavbe'/Yavapé und Guwevkabaya/Kwevkepaya auf der einen Seite und Guwevkabaya/Kwevkepaya, Wi:pukba/Wipukepaya und deren Tonto Apache (Dilzhe’e Apache)-Verwandten auf der anderen Seite. In San Carlos kamen nach zwei Wochen 1.361 Yavapai und Tonto Apache an, da unterwegs 25 Babys geboren wurden, waren ca. 140 Indianer – meist Ältere, Frauen und Kinder – in Schnee und Kälte umgekommen (andere Quellen nennen ca. 65 Indianer). Noch heute wird an dieses Ereignis jedes Jahr mit dem Yavapai-Apache Exodus Day gedacht. Die verschiedenen Yavapai Bands und Tonto Apache waren auf der San Carlos Indian Reservation nicht nur erstmals gemeinsam mit anderen teilweise feindlich gesinnten Yavapai interniert, sondern auch mit nicht verwandten und ebenfalls meist feindlichen Gruppen der Westlichen Apache und Chiricahua Apache; zudem hatten insbesondere Scouts der Westlichen Apachen, der Nordöstlichen Pai (Hualapai und Havasupai) sowie (in geringerem Umfang) der Maricopa-Pima-Allianz entscheidend zum Aufspüren der feindlichen Bands und somit zum Sieg der US-Armee beigetragen.

#### San Carlos Apache Indian Reservation
Während ihrer Internierung in San Carlos stellten die Yavapai sich oftmals als Scouts für die US-Armee gegen feindliche Chiricahua Apache und Westliche Apache in den 1880er zur Verfügung; sie beteiligten sich auch 1886 am Feldzug gegen Geronimo und den letzten freien Chiricahua-Apachen.
In San Carlos begannen die Yavapais und Tonto-Apachen von Neuem, Felder anzulegen und erwarben Rinder; jedoch zerstörten Fluten ihre Dämme und benachbarte Rancher, Farmer und Bergleute besetzten das ihnen zugewiesene Land – anderes Land bekamen sie von den hier bereits siedelnden Westlichen Apachen nicht, da diese selbst mit den dürftigen Böden der San Carlos Reservation ums Überleben kämpfen mussten. Die Yavapai baten immer wieder offizielle Stellen, in ihre Heimat zurückkehren zu dürfen und sich dort in Reservaten anzusiedeln.
Die ersten, die San Carlos verließen, waren die Ɖo:lkabaya/Tolkepaya, die sich im Gebiet rund um La Paz und Wickenburg als Tagelöhner oder als Lohnarbeiter verdingten oder sich auf der meist von Mohave (Mohaje) bewohnten Colorado River Indian Reservation sowie der von Quechan (Yuma) bewohnten Fort Yuma Indian Reservation ansiedelten. Bis heute haben sie keine eigene Reservation und sind offiziell seitens der US-Bundesregierung auch nicht als Stamm (sog. federally recognized tribe) anerkannt.

#### Etablierung eigener Reservationen
Insgesamt 25 Jahre waren die Yavapai und Tonto Apache zwangsweise in San Carlos interniert, jedoch hatten bis 1900 bereits die meisten die ungeliebte Reservation verlassen, um in ihre alte Heimat zurückzugelangen. Manche kehrten ins Verde River Valley zurück, einige nach Fort McDowell und Fort Whipple (nahe Prescott).
1890 wurde es den nur noch ca. 200 zählenden Guwevkabaya/Kwevkepaya sowie einigen Südlichen Tonto-Apachen offiziell erlaubt, sich bei Fort McDowell anzusiedeln, im Jahr 1903 wurde die heute ca. 100 km² große Fort McDowell Indian Reservation errichtet. Da der Verde River die Reservation durchfließt, versuchten die Yavapai erneut Ackerbau zu betreiben, jedoch mussten sie um ihre Wasserrechte kämpfen – anstatt Gelder zur Verbesserung der Bewässerungsdämme sowie Hochwasserschutzmaßnahmen zu gewährleisten, wollte die US-Regierung die Yavapai nochmals umsiedeln – diesmal zu ihren traditionellen Feinden der Maricopa-Pima-Allianz auf die Salt River Pima Reservation. Dank des Einsatzes von Carlos Montezuma durften sie bleiben, jedoch konnten sie sich nur wenig Geld und Wasserrechte sichern. Später wurde Rinderhaltung und Lohnarbeit auf sowie außerhalb der Reservation wichtig; in den 1950er und 1960er Jahren verhinderten sie erfolgreich den Orme Dam, der größtenteils die Reservation überflutet hätte – und verzichteten auf 33 $ Millionen Entschädigungsgelder.
Die Nördlichen Tonto-Apachen sowie die Wi:pukba/Wipukepaya und einige wenige Yavbe'/Yavapé siedelten nahe Camp Verde in der 1910 etablierten Camp Verde Reservation, die ursprünglich ca. 40 acres (ca. 0,16 km²) große Reservation wurde im folgenden Jahrzehnt mit der ca. 248 acres (ca. 1,00 km²) großen Middle Verde Indian Reservation im Jahr 1937 zur heutigen, ca. 665 acres (ca. 2,70 km²) umfassenden Yavapai-Apache Nation Indian Reservation zusammengelegt, und besteht aus vier nicht zusammenhängenden Siedlungen im Verde Valley im östlichen Yavapai County – Clarkdale, Middle Verde, Rimrock sowie dem Verwaltungssitz und Hauptort Camp Verde, der mit 576 acres (ca. 2,33 km²) fast 90 % des Reservats umfasst. Auf Grund der schlechten Böden sowie der Kleinheit des Reservats mussten die meisten Stammesmitglieder bis zur Etablierung des Tourismus in den nahen Kupferminen arbeiten. Die Reservation wird heute jedoch mehrheitlich durch Sprache sowie Kultur der Tonto-Apachen als der Yavapai geprägt.
Die Yavbe'/Yavapé sowie einige Nördliche Tonto-Apachen hatten sich bei Fort Whipple nördlich von Prescott angesiedelt. 1935 wurde die heutige Yavapai-Prescott Indian Reservation auf dem Grund des früheren Fort Whipple Military Reserve errichtet. Sie umfasste ursprünglich nur 75 acres (ca. 0,3 km²), zu denen 1956 nochmals 1.320 acres (ca. 5,3 km²) hinzugefügt wurden. Die Yavapai betreiben heute zwei Casinos, das Bucky's Casino und das Yavapai Casino.

## Lebensweise und Kultur
Anders als ihre Yuma sprechenden Verwandten am Colorado River führten die meisten Yavapai ein halbnomadisches Dasein und lebten von der Jagd, vom Sammeln essbarer wilder Pflanzen und ergänzt durch kleine Ackerbaupflanzungen (Kürbisse, Wassermelonen, Mais etc.). Dabei wurden diese kargen Ackerbauflächen nicht umsorgt und gehegt, sondern man überließ diese sich allein und kam erst zur Erntezeit zurück.
Gerade im westlichen Gebiet der Yavapai, dem Territorium verschiedener kleiner Tolkepaya-Gruppen, mit den kärgsten Böden, den höchsten Temperaturen, wenig Regen und Flüssen (Bill Williams, Hassayampa), die teilweise ganz im Wüstenboden versiegten, wurde am meisten Ackerbau betrieben. Und dies, obwohl für Ackerbau, der auf jährliche Überschwemmungen angewiesen war, die Flüsse extrem unzuverlässig über die Ufer traten oder überhaupt Wasser führten. Im Gegensatz zu Yavapé, Wipukepa und Kwevkepaya, die wildreichere sowie pflanzenreichere und durch mehr Quellen und Flüsse durchzogene Bergketten bewohnten, waren die Tolkepaya auf den überaus unsicheren und mit harter Arbeit verbundenen Ackerbau zum Überleben angewiesen. In manchen Jahren, wenn die Fluten und Überschwemmungen ausblieben, wanderten die Tolkepaya in die Tiefebenen am Zusammenfluss des Colorado mit dem Gila River, Gebiete die die Yuma kontrollierten, und betrieben dort Ackerbau. Die Yuma erlaubten den Tolkepaya in ihrem Gebiet Pflanzungen anzulegen und gingen im Gegenzug in den Bergketten der Tolkepaya Wild jagen und sammelten Wildpflanzen und Schleifsteine.
Sollte die Jagd, das Sammeln sowie die Ernte nicht zum Überleben reichen, handelten die Yavapai mit den Hopi, Diné sowie den Mohave und Quechan, um Mais, Bohnen, Melonen und andere überschüssige Lebensmittel zu erhalten. Die Yavapai boten Körbe, Agave und verschiedene Tierfelle im Tausch an. Navajo- und Hopi-Decken waren besonders begehrt.
Im Gegensatz zu Tolkepaya und Yavapé, ergänzten die Kwevkepaya, Wipukepa und ihre Apachen-Verbündete ihre Versorgung im Notfall nicht nur mit Handel, sondern auch mit Raubzügen gegen Pima, Tohono O’Odham und Opata sowie später Spaniern und Mexikanern.
Daher wohnten die Yavapai meistens in Höhlen, tief in den Bergen und auf den Berggipfeln, in Hütten aus Zweigen, die den Wickiups der Apachen ähnelten. Diese rancherias waren gut versteckt vor etwaigen Feinden und konnten zudem gut verteidigt werden.

## Heutige Situation
Heute gibt es drei federal recognized Tribes der Yavapai mit jeweils eigenen Reservaten, andere Yavapai-Gruppen leben zudem in mehreren anderen Reservaten in Arizona. Mit Ausnahme des Fort-McDowell-Reservats, in dem es bewässertes Farmland gibt, sind die Ressourcen extrem eingeschränkt. Heute leben viele von Farmarbeit, Viehzucht und Lohnarbeit. Sehr schöne in Wulsttechnik geflochtene Körbe, die in Material, Muster, Form und Technik denen der Westlichen Apachen identisch sind, werden gelegentlich noch hergestellt.

### Yavapai-Prescott Indian Tribe
Die Yavapai-Prescott Indian Reservation nahe Prescott wurde 1935 auf dem Grund des früheren Fort Whipple Military Reserve errichtet, umfasste ursprünglich nur 75 acres (ca. 0,3 km²), zu denen 1956 nochmals 1.320 acres (ca. 5,3 km²) hinzugefügt wurden. Ihrem Man, Sam Jimulla, dem ersten Häuptling des Yavapai-Prescott Indian Tribe, folgend, wurde Viola Jimulla der erste weibliche Häuptling eines nordamerikanischen Stammes (1940–1966). Die Yavapai betreiben heute zwei Casinos, das Bucky's Casino und Yavapai Casino. Der Census des Jahres 2000 ergab eine Reservatsbevölkerung von 182 Personen, von denen 117 ausschließlich indianischer Abstammung waren. Heute gibt es 159 Stammesmitglieder.

### Yavapai-Apache Nation
Nachdem 1871 die Yavapai und Dilzhe’e Apache (Tonto-Apachen) gezwungen wurden, in die ca. 900 km² umfassende Camp Verde Reservation entlang des Verde River nahe Camp Verde zu ziehen, starben während der ersten drei Jahre (1871–1873) viele Kinder und Alte auf Grund von schlechtem Wasser und mangelhafter Versorgung mit gesundem und ausreichendem Essen. Als die Yavapai und Dilzhe’e Apache Bewässerungssysteme (einschließlich eines ca. 8 km langen Grabens) errichteten, funktionierte dies so gut, dass es nun möglich war, eine ausreichende Ernte einzufahren, um relativ autark zu sein. Aber beauftragte Unternehmer, die mit der Regierung zusammenarbeiteten, um die Versorgung der Reservationen sicherzustellen, sahen sich hierdurch in ihrer Existenz bedroht, und verlangten, die Reservation aufzulösen. Daraufhin wurden am 27. Februar 1875 1.476 Indianer gezwungen, über schneebedeckte Berge und zugefrorene Flüsse ca. 290 km nach Süden in die San Carlos Apache Indian Reservation zu ziehen, wobei viele Ältere, Frauen und Kinder in Schnee und Kälte umkamen. Während des Marsches kam es auf Grund des Hungers und der Strapazen zu gewaltsamen Spannungen zwischen Tolkepaya, Yavapé und Wipukepa auf der einen Seite und den Dilzhe’e Apache und deren Kwevkepaya und Wipukepa-Verbündeten andererseits. In San Carlos kamen nach zwei Wochen 1.361 Yavapai-Tonto an, da unterwegs 25 Babys geboren wurden, waren ca. 140 umgekommen.
In den frühen 1900er kehrten die Yavapai und Dilzhe’e Apache in ihre alte Heimat zurück, und 1910 wurde die ca. 40 acres (ca. 0,16 km²) große Camp Verde Indian Reservation eröffnet, zudem im folgenden Jahrzehnt die separate ca. 248 acres (ca. 1,00 km²) große Middle Verde Indian Reservation. Diese zwei wurden 1937 zur heutigen, ca. 665 acres (ca. 2,70 km²) umfassenden, Yavapai-Apache Nation Indian Reservation zusammengelegt, und besteht aus vier nicht zusammenhängenden Siedlungen im Verde Valley im östlichen Yavapai County – Clarkdale, Middle Verde, Rimrock sowie Camp Verde, den Verwaltungssitz und Hauptort, der mit 576 acres (ca. 2,33 km²) fast 90 % des Reservats umfasst. Der Census des Jahres 2000 ergab eine Reservatsbevölkerung von 743 Personen, von denen 512 in Camp Verde, 218 in Clarkdale und nur 13 in der nicht inkorporierten Siedlung Lake Montezuma lebten.
Die Basis der Einkünfte der Yavapai-Apache Nation bildet das Cliff Castle Casino sowie der Tourismus, dank vieler erhaltener historischer Stätten, wie Slide Rock State Park, Sedona Red Rock Country, Tuzigoot National Monument und Montezuma Castle National Monument. Die Yavapai-Apache Nation ist ein Zusammenschluss von zwei historisch unterschiedlichen Stämmen, welche beide am Oberen Verde River lebten. Die Dilzhe'e Apache, nutzten das Land im Nordosten, Osten und Süden, während die Wipukepa oder Nordöstliche Yavapai und Yavapé´oder Nordwestliche Yavapai im Nordwesten, Westen und Süden wohnten. Ihre Gebiete überlappten entlang des Oberen Verde River, wo sie oft in bilingualen Gruppen zusammen lebten. Die Yavapai-Apache Nation bildet zudem einen der fünf Apache-Stämme Arizonas. Heute überwiegt die Apache-Kultur.

### Fort McDowell Yavapai Nation
Das Reservat der Fort McDowell Yavapai Nation, ca. 56 km nordöstlich von Phoenix im Maricopa County, wurde durch Theodore Roosevelt 1903 errichtet und umfasste ursprünglich 40 sqm (ca. 103 km²), jedoch versuchte das Office of Indian Affairs 1910 die Bewohner umzusiedeln, um das Gebiet und die Wasserrechte für Außenstehende zu öffnen – jedoch vergebens. Die Reservation umfasst zurzeit 24.680 acres (ca. 100 km²) und wird von ca. 600 der insgesamt 950 Stammesmitglieder bewohnt.
Die Fort McDowell Yavapai Nation hat mehrere touristische Unternehmen, einschließlich des Fort McDowell Casino, Fort McDowell Adventures (a Western-themed outdoor venue), Eagle’s Nest RV Park, WeKoPa Golf Club, Fort McDowell Farms, Yavapai Materials, Radisson Poco Diablo Resort in Sedona sowie des Radisson Fort McDowell Resort and Conference Center.
Fort McDowell ist zudem der Geburtsort von einem der ersten Vorkämpfer für die indigenen Menschenrechte, Dr. Carlos Montezuma (Wassaja) (1866–1923). Als Kind wurde Wassaja von Akimel O’Odham geraubt und an einen italienischen Fotografen verkauft, der ihn in Chicago in Medizin unterrichtete, und schließlich schloss er das Medizinstudium als Doktor ab. Später kämpfte Wassaja, besser bekannt als Dr. Carlos Montezuma, für die Rechte der Native Americans, für das Recht, Bürger der Vereinigten Staaten zu werden. Er wurde auch eine der führenden Persönlichkeiten, die die Yavapai unterstützten, ihre Stammesgebiete wieder zu erlangen, und starb auf der Reservation an Tuberkulose.
Die Kwevikopaya (auch Kwevkepaya) oder Südöstlichen Yavapai der Fort McDowell Reservation nennen sich Abaja – ‘Das Volk’, daher vermuten einige Anthropologen und Linguisten, dass der Name Apache für die verschiedenen athapaskischsprachigen Apachen sich von der Eigenbezeichnung der Kwevkepaya herleitet. Die Fort McDowell Yavapai Nation besteht aus zwei verschiedenen Stämmen, den Kwevikopaya Yavapai und den Dilzhe'e Apachen oder Tonto-Apachen, welche oftmals untereinander heirateten, bilinguale Gruppen bildeten und Verbündete gegen feindliche Stämme und Siedler waren. Die Fort McDowell Yavapai Nation bildet genauso wie die Yavapai-Apache Nation einen der fünf Apachen-Stämme Arizonas.

## Demografie
Die Yavapai zählten vor ihrer Unterwerfung durch die Amerikaner und bevor sie durch Krankheiten dezimiert wurden niemals über 2.500 Mitglieder. James Mooney schätzte die Yavapai auf 600 Angehörige im Jahr 1680. Für das Jahr 1873 werden etwa 1.000 Stammesmitglieder angegeben, während man 1903 von etwa 500 bis 600, im Jahr 1906 von 520 Yavapai berichtete. 1910 gab es laut Indian Office 549 und 1923 von 708 Angehörige. Der US-Zensus von 2000 zählte 879 Yavapai. 1990 sprachen noch 163 ihre traditionelle Stammessprache.

## Häuptlinge (Anführer) der Yavapai
Tonto-Führer bzw. Anführer gemischter Yavapai-Apachen-Bands (diese waren entweder bilinguale Wi:pukba/Wipukepaya-Nördliche Tonto-Apachen bzw. Guwevkabaya/Kwevkepaya -Südliche Tonto-Apachen oder Guwevkabaya/Kwevkepaya-San Carlos Apachen)
- Delshay (Delshe, Delchea, Delacha - ‚Big Rump’ - ‚Großes Hinterteil’, ‚Großer Allerwertester’, in Yavapai Wah-poo-eta oder Wapotehe genannt, ca. * 1835; Kwevkepaya-Tonto-Apache-Führer, seine gemischte und zweisprachige ca. 200 Mitglieder umfassende Bande, bestehend aus der Matkawatapa-Lokalgruppe der Walkamepa-Kwevkepaya und Südlichen Tonto-Apache, lebte in der Sierra Ancha westwärts bis zum Tonto Creek und ostwärts bis zum Cherry Creek, waren jedoch auch oft in den Mazatzal Mountains westlich ihres Stammesgebietes zu finden, war 1873 an der Ermordung von Leutnant Jacob Almy in San Carlos beteiligt und floh danach zusammen mit den Häuptlingen Chuntz, Cochinay und Chan-deisi in die Berge, wurde der erfolgreichste und hartnäckigste Anführer der verbündeten Yavapai und Tonto-Apachen, am 29. Juli 1874 wurde seine Gruppe von Apachen-Scouts unter dem Häuptling Desalin der Tonto-Apachen (oder White Mountain Apache?) gestellt und Delshay getötet, sein abgeschlagener Kopf wurde als Trophäe zusammen mit 76 gefangenen Kwevkepaya-Tonto nach Camp McDowell gebracht, nicht mit Wah-poo-eta zu verwechseln)
- Wah-poo-eta (Wapotehe, Wapooita - ‚Big Rump’ - ‚Großes Hinterteil’, ‚Großer Allerwertester’, in Apache Delacha oder Delshe genannt, *?; Kwevkepaya-Tonto-Apachen-Führer, seine ca. 750 Mitglieder umfassende zweisprachige Bande, größtenteils Kwevkepaya sowie Mazatzal-Gruppe der Südlichen Tont-Apachen, war als die größte sowie die kriegerischste Gruppe bekannt und lebte meist in den südlichen Mazatzal Mountains, jedoch ist wenig über Wah-poo-eta bekannt, da er sich weigerte mit den Amerikanern zu verhandeln, nach mehreren erfolgreichen Raub- und Kriegszügen wurde er am 15. August 1869 durch 44 feindliche Maricopa und Akimel O’Odham unter dem Maricopa-Kriegshäuptling Juan Chivaria in Castle Creek Canyon getötet, nicht mit Delshay zu verwechseln)
- Eschetlepan (Chalipun, Cha-Thle-Pah, Choltepun, von der US-Armee Charlie Pan genannt, Kwevkepaya-Tonto-Apachen-Führer, gehörte selbst der Mazatzal-Gruppe der Südlichen Tonto-Apachen an, seine Apache-Anhänger gehörten dieser sowie vier der sechs Klein-Gruppen der Südlichen Tonto-Apachen an, seine Bande von ca. 100 Mitgliedern bestand jedoch größtenteils aus Wikedjasapa-Kwevkepaya und lebte südwestlich von Green Valley und südlich des East Verde River, ca. 17 km östlich des Verde River bis in die nördlichen Ausläufer der Mazatzal Mountains, daher konnten sie leicht Raubzüge in die Gebiete rund um Prescott und Wickenburg unternehmen)
- Ashcavotil (Ascavotil, in Apache Escavotil, Kwevkepaya-Pinaleño-Apache-Führer, seine zweisprachige Gruppe mit ca. 200 Kriegern lebte östlich von Cherry Creek südwärts entlang beiderseits des Salt River und in den Pinaleno Mountains, nach Wah-poo-eta war er der kriegerischste Anführer in Zentral-Arizona, schwer bewaffnet und gut mit Munition von Apache der Fort Goodwin-Reservation versorgt, überfielen und kämpften seine Krieger bis weit nach Süden indianische und weiße Siedlungen bis nach Tucson, Sacaton und Camp Grant)
- Oshkolte (Hascalté, Has-Kay-Ah-Yol-Tel, Tonto-Apachen-Kwevkepaya-Führer, seine zweisprachige Bande bestand aus ca. 70 Kriegern, 20 Frauen und 20 Kindern, größtenteils Südliche Tonto-Apachen und einige Kwevkepaya, lebte beiderseits des Tonto Creek nordwärts bis zum East Verde River und südlich bis zum Salt River sowie östlich der Four Peaks in den Mazatzal Mountains, seine Krieger waren gut bewaffnet, enger Verbündeter von Ashcavotil und Wah-poo-eta, von denen er in der Versorgung mit Munition abhängig war; † getötet März 1873)
- Nanni-Chaddi (Tonto-Apachen-Kwevkepaya-Führer, *?; unternahm viele Raubzüge gegen Siedlungen der Akimel O’Odham sowie der Weißen entlang des Salt und Gila River, wurde am 28. Dezember 1872 im Skeleton Cave Massacre (auch Battle of Salt River Canyon genannt) zusammen mit 75 Männern, Frauen und Kindern von 130 Soldaten des 5. Kavallerieregiments unter Captain William H. Brown sowie 30 indianischen Scouts getötet, 15 weitere Tonto lagen im Sterben, nur 18 Frauen und 6 Kinder überlebten als Gefangene)
- Skiitlanoyah (auch Skitianoyah, in Yavapai Skitlavisyah, Kwevkepaya-Tonto-Apachen-Führer, seine zweisprachige Bande von ca. 80 Mitgliedern lebte nördlich von Delshays Bande, zwischen dem Mittleren East Verde River und dem Oberen Tonto Creek nordwärts bis zum Mogollon Rim)
- Piyahgonte (Pi-yah-gon-te, Yavapai-Tonto-Apachen-Führer der 1860er- und 1870er, seine zweisprachige Bande mit ca. 75 Mitgliedern lebte beiderseits des Oberen East Verde River nordwärts bis zum Mogollon Rim, man machte ihn für die meisten Überfälle und Verwüstungen im Gebiet rund um Prescott verantwortlich)
- Natatotel (Natokel oder Notokel, Kwevkepaya-Tonto-Apachen-Führer; † getötet Juni 1873)
- Motha (“Fog: Mist”, Führer der Wiipukepaya/Wipukepa („Volk vom Fuß des roten Felsens, d. h. des Red Rock Country“) bzw. der Oak Creek Band (in Apache: Tsé Hichii Indee - ‘Horizontal Red Rock People’) einer gemischten Wi:pukba/Wipukepaya-Nördlichen Tonto-Apachen-Band im Oak Creek Canyon, später zum “Head Chief” (Oberhäuptling) der sog. Verde Indians – Tolkepaya, Yavapé, Wipukepa, Kwevkepaya und Tonto-Apachen – auf der Rio Verde Reservation, ernannt)

Guwevkabaya/Kwevkepaya-Anführer
- Pawchine
- Sygollah (Saygully, zusammen mit Eskiminzin, dem Häuptling der Arivaipa Apache – einem gebürtigen Pinaleño-Apachen; seine Band hatte enge familiäre Kontakte zu den Wi:pukba/Wipukepaya – begleitete er John Clum nach Washington)[35]
- Sekwalakawala

Wi:pukba/Wipukepaya-Anführer
- Paquala („Tall Man“)
- Tecoomthaya (führte seine ca. 200 Bandenmitglieder im Sommer 1872 in den äußersten Norden des Wipukepa-Territoriums um der US-Armee zu entkommen und versteckten sich in den Bill Williams Mountains, hier hofften sie Munition sowie Gewehre von den benachbarten Havasupai und Südlichen Paiute im Tausch gegen Wildleder zu bekommen. Durch Hilfe von Pai Scouts wurden sie von der US-Armee aufgespürt und ohne Warnung oder der Möglichkeit zu kapitulieren, angegriffen. Zwar konnten die meisten Wipukepa entkommen, jedoch verbrannten die Soldaten ihre ganzen Lebensmittel, Vorräte, Hütten und Kleider, so dass die Wipukepa den kommenden Winter hungernd, frierend und fliehend zubrachten und schließlich nur noch in Lumpen und fast verhungert aufgaben)
- Wehabesuwa (Führer einer Gruppe im Bloody Basin)

Yavbe'/Yavapé-Anführer
- Hoseckrua (getötet † Januar 1864 als Soldaten vom Fort Whipple seine Siedlung attackierten und 28 Yavapé, einschließlich Hoseckrua, töteten)
- Coquannathacka (“Green Leaf” - ‘Grünes Blatt’), Führer der Hwaalkyanyanyepaya/Walkeyanyanyepa („Volk vom Mingus Mountain (in Yavapai: Hwa:lkyañaña)“, einer Gruppe der Yavapé-Lokalgruppe in den Bradshaw Mountains und Mingus Mountain)
- Makwa (“Quail's Topknot” - ‘Wachtel-Haarknoten’), Führer der Wiikvteepaya/Wikutepa („Volk vom Granite Mountain (in Yavapai: ʼWi:kvte:wa)“, einer Gruppe der Mathaupapaya-Lokalgruppe in den Bradshaw Mountains und Granite Mountains)

Ɖo:lkabaya/Tolkepaya-Anführer
- Quashackama (auch Quacanthewya)
- Ohatchecama (auch Ochecama, Ochicama, Ahoochy Kahmah, A-wha-che-ka-ma - “Striking the Enemy with the Fist” oder einfach “Striking Enemy”, Führer im ersten Skull Valley Massacre)
- Chawmasecha („Looking Over“ - ‚Jener, der den Überblick behält’)
- Chemewalasela
- Pakota (Pocati - ‚Großer, bedeutender Mann’, von den Weißen José Coffe genannt, reiste zusammen mit Häuptling Takodawa als Führsprecher der Tolkepaya 1872 nach Washington, D.C., um Präsident Ulysses S. Grant zu treffen)
- Takodawa (später Washington Charley genannt, begleitete Häuptling Pakota nach Washington im Jahr 1872)